# Liste der Denkmäler zur Wiederaufarbeitungsanlage Wackersdorf

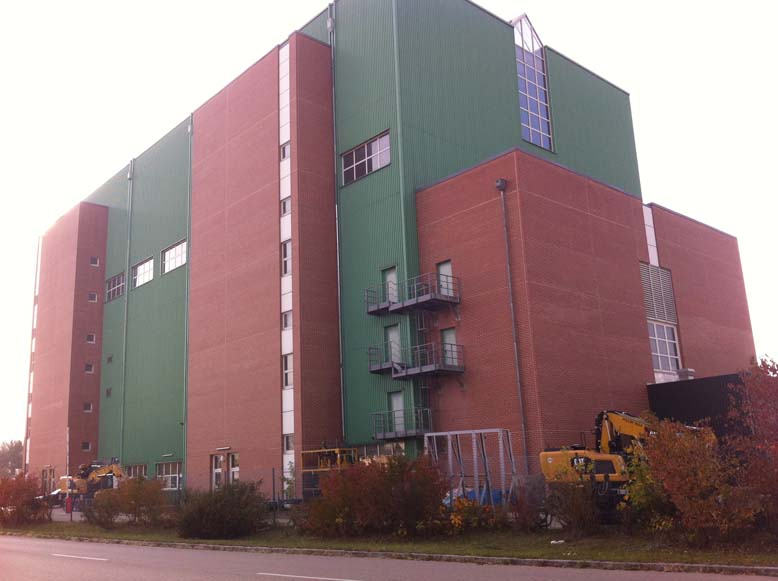
Baudenkmal - WAA-Gebäude (Modulteststand)

Zur Erinnerung an den Bau und den Widerstand gegen die atomare Wiederaufarbeitungsanlage Wackersdorf (WAA) wurden viele Denkmäler errichtet. Die Fertigung und Aufstellung einiger Denkmäler schon während des Konflikts war zunächst ein „performativer Akt des Protests“, erfüllte aber auch praktische Funktionen (vgl. Franziskus-Marterl).

## Franziskus-Marterl

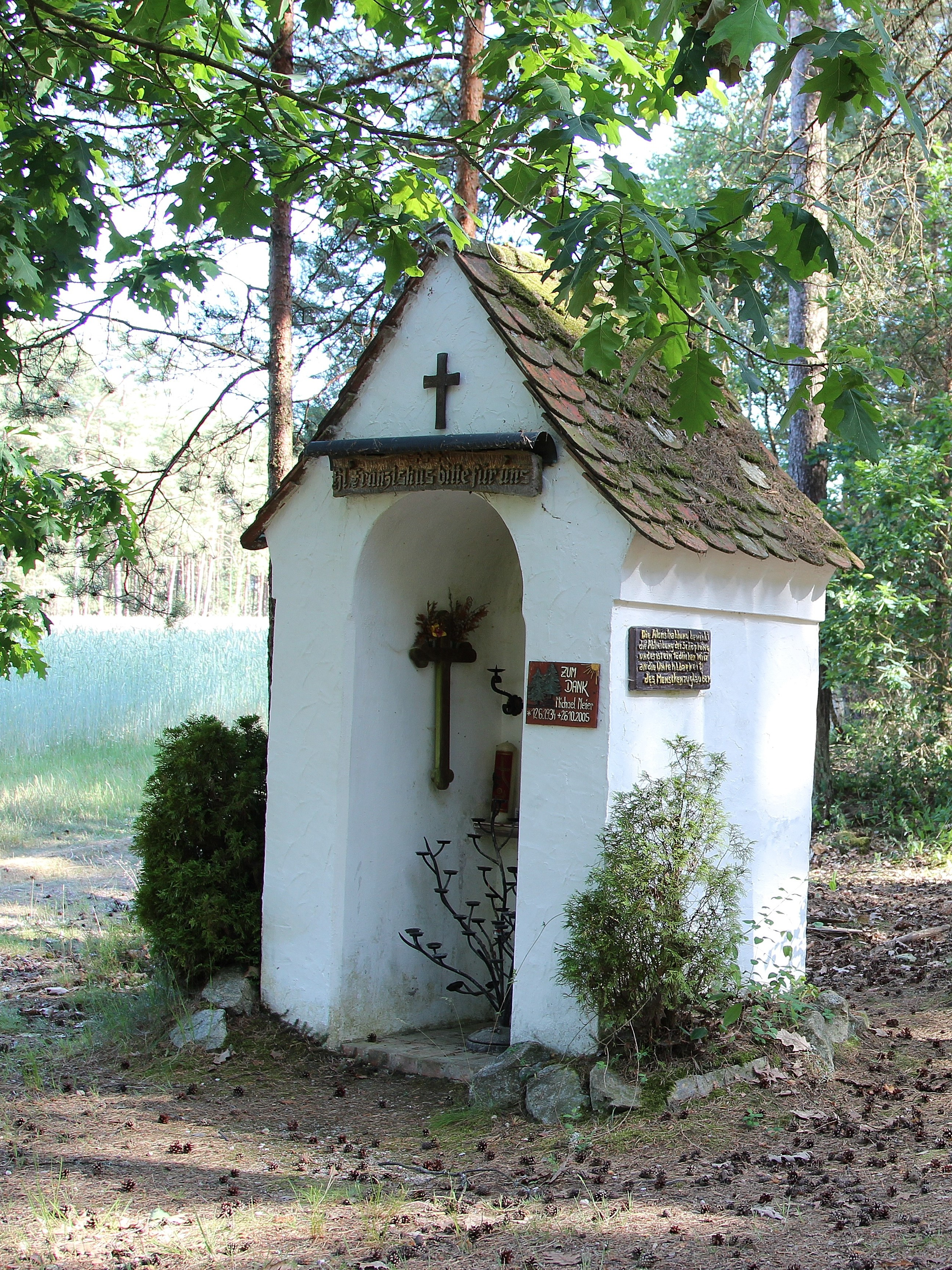
Franziskus-Marterl

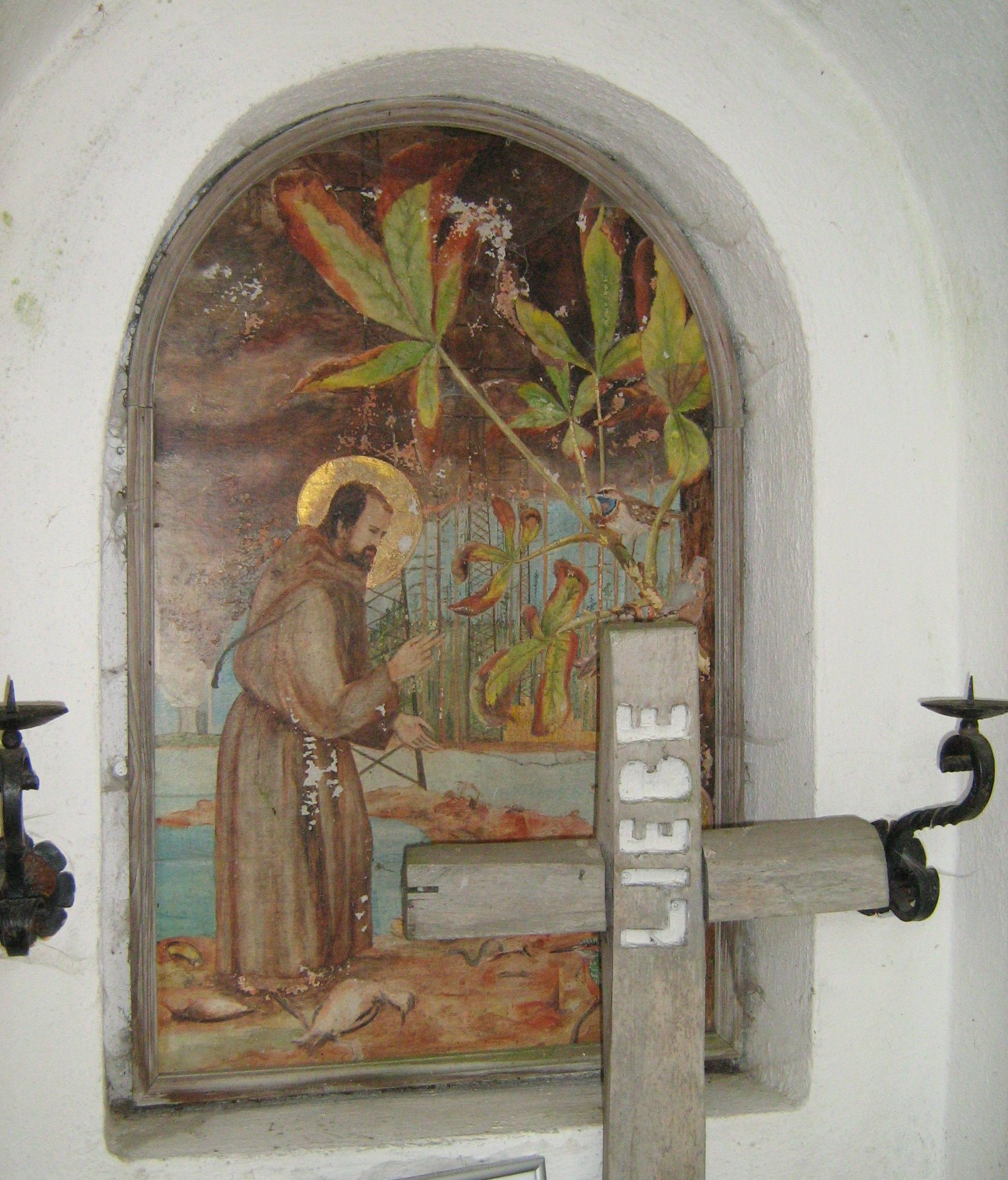
Franziskus-Szene im Marterl

Das Franziskus-Marterl im Blaubeerwald bei Altenschwand ist ein Kapellen-Bildstock. Es wurde 1984 von WAA-Gegnern auf dem von Michael Meier gestifteten Grundstück errichtet. Der Architekt Dieter Meiler plante den Bau, der von Berndt Trepesch (Franziskus-Fresko), Pfarrer Richard Salzl (gelernter Fliesenleger) u. a. errichtet wurde. Am 30. September 1984 segneten Pfarrer Salzl und der evangelische Geistliche Matthias Kietz das Franziskus-Marterl im Taxöldener Forst.
Das Marterl war Ausgangspunkt für viele WAA-Gegner, die sich nach den sonntäglichen Andachten am Marterl zum „Sonntagsspaziergang“ zum WAA-Bauzaun aufmachten, um gegen die Anlage zu demonstrieren. Das „WAA-Widerstands-Marterl“ ist dem Heiligen Franz von Assisi gewidmet und wird umrahmt von einigen weiteren Protest-Denkmälern.
2024 wurde das Marterl vom Freilandmuseum Oberpfalz mit einem 3D-Scanner digitalisiert, um die Geschichte für kommende Generationen festzuhalten.
Marterl-Inschriften:
```
Holztafel:
 Grüß Gott

Holztafel:
 Hl. Franziskus bitte für uns

Tontafel:
 Zum Dank – 
Michael Meier
 - *12.6.1934 †26.10.2005

Tontafel:
 WAA-Opfer 1986: Alois Sonnleitner  Johann Hirschinger  Erna Sielka  Willi Gleikner

Tontafel:
 Die 
Atomstrahlung
 bewirkt die 
Abtreibung
 der 
Schöpfung
 und es ist ein tödlicher Witz, an die Unfehlbarkeit des Menschen zu glauben.
```

Fresko von Berndt Trepesch

Beschreibung: Franz von Assisi predigt zu den Vögeln (vgl. Vogelpredigt). Am Kastanienbaum sind ein Blaukehlchen, ein Kleiber und ein Buntspecht zu sehen. Ein Mauersegler fliegt umher. Am Boden ist eine Bachstelze, ein Eisvogel und zwei tote Vögel. Im Hintergrund sind ein See und ein Atomkraftwerk bzw. atomare Anlagen und Hochspannungsmasten zu sehen.

## Gestohlenes Kreuz von Wackersdorf

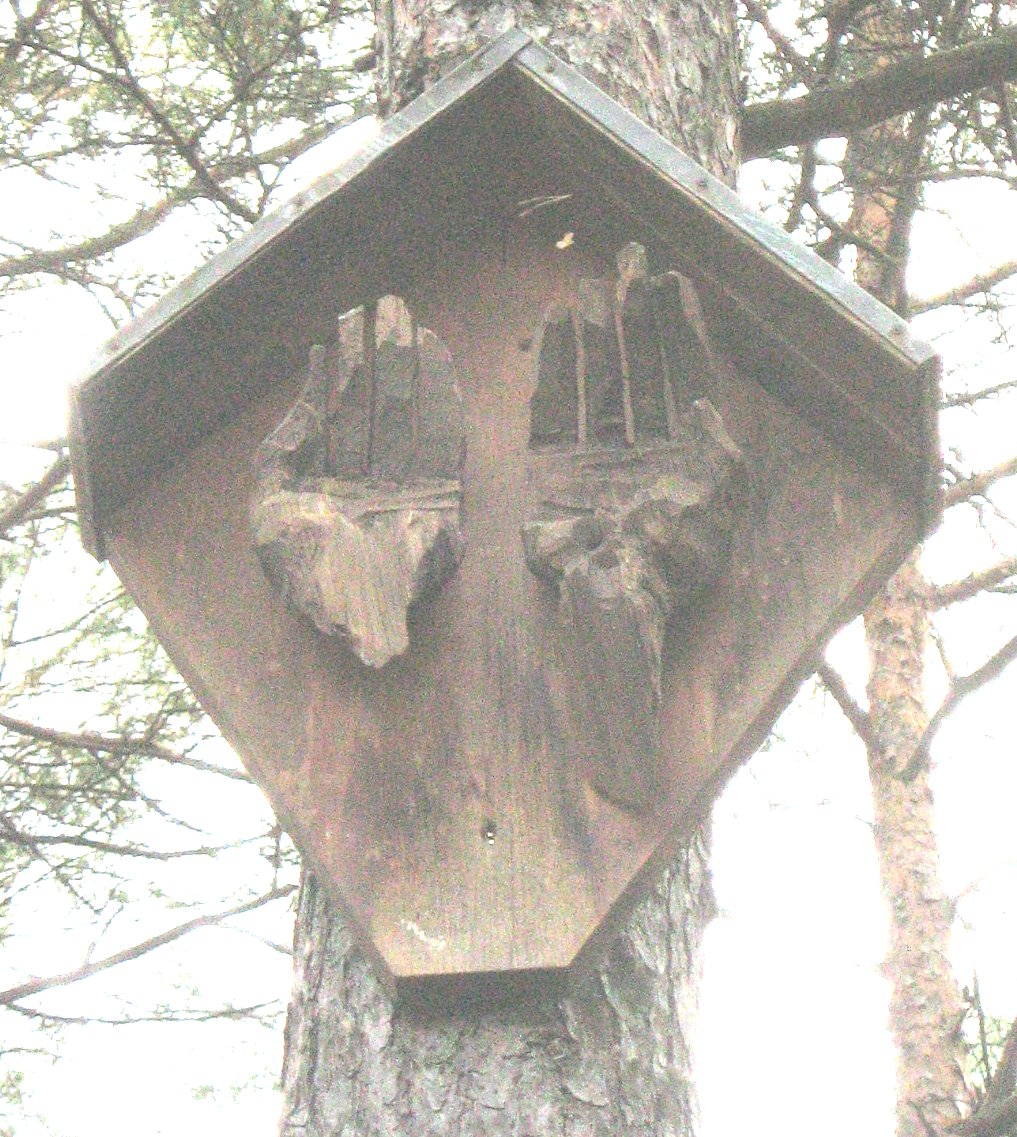
Gestohlenes Kreuz von Wackersdorf

Vom 26. bis 29. Dezember 1985 fertigte der Burglengenfelder Holzbildhauer Stefan Preisl aus einem Fichtenstamm eine 1,60 m große Christusfigur an einem zehn Meter hohen Fichtenkreuz, das im zweiten Anti-WAA-Hüttendorf „Freies Wackerland“ im Taxölderner Forst aufgestellt wurde. Das geweihte Kruzifix stand eine Woche lang. Bei der Räumung des Hüttendorfes am 7. Januar 1986 wurde das Kruzifix von der Polizei abgesägt und weggetragen. Ein Polizeipfarrer beaufsichtigte seinen würdevollen Transport. Die kurz darauf zurückgegebene Christusfigur wurde von Demonstranten zum Franziskus-Marterl gebracht. In der Nacht zum 20. Februar 1986 verschwand die Christusfigur. Die zurückgebliebenen abgebrochenen Hände sind neben dem neueren Kreuz von Wackersdorf aufgehängt.
Inschrift:
```
Ich war errichtet – ein Mahnmal zur gewaltfreien Tat – geweiht zum Gebet .... dann abgesägt und wiedererrichtet als Mahnmal zur gewaltfreien Tat – geweiht zum Gebet .... und dann brutal herabgerissen.
```

## Kreuz von Wackersdorf

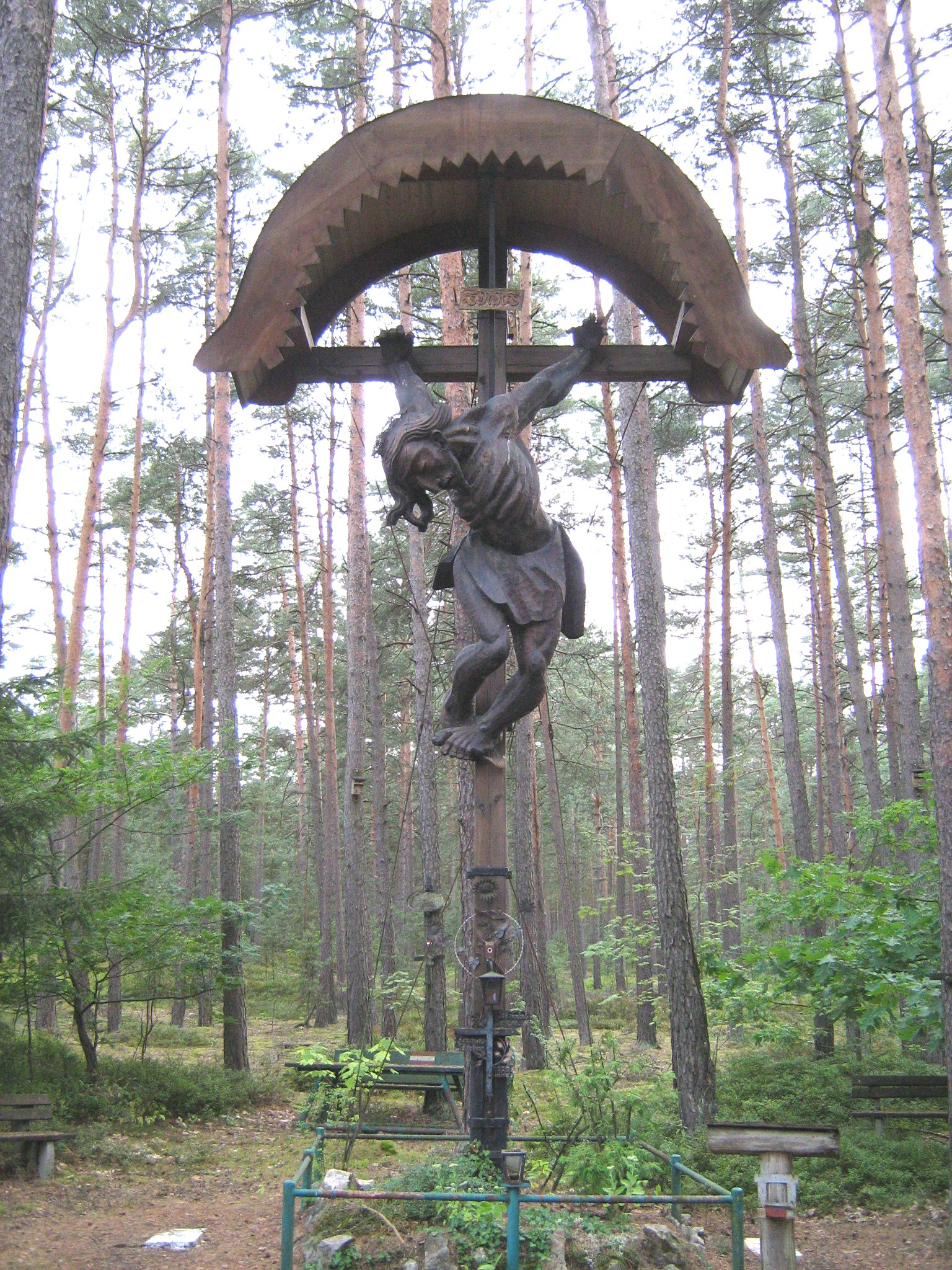
Kreuz von Wackersdorf

Das ca. sieben Meter hohe zweite „Kreuz von Wackersdorf“ wurde 1986 von Stefan Preisl aus Weymouth-Kiefer geschaffen. Am Ostersonntag 1986, an dem 100.000 Menschen beim Ostermarsch nach Wackersdorf demonstrierten, wurde das Kruzifix neben dem Franziskus-Marterl aufgestellt. Nach dem WAA-Baustopp steckten Unbekannte eine Dornenkrone aus Stacheldraht vom Wackersdorfer Bauzaun auf den gesenkten Kopf des Christus. Die Bedachung wurde erst Jahre später angebracht.

## Kreuzweg Wackersdorf-Gorleben

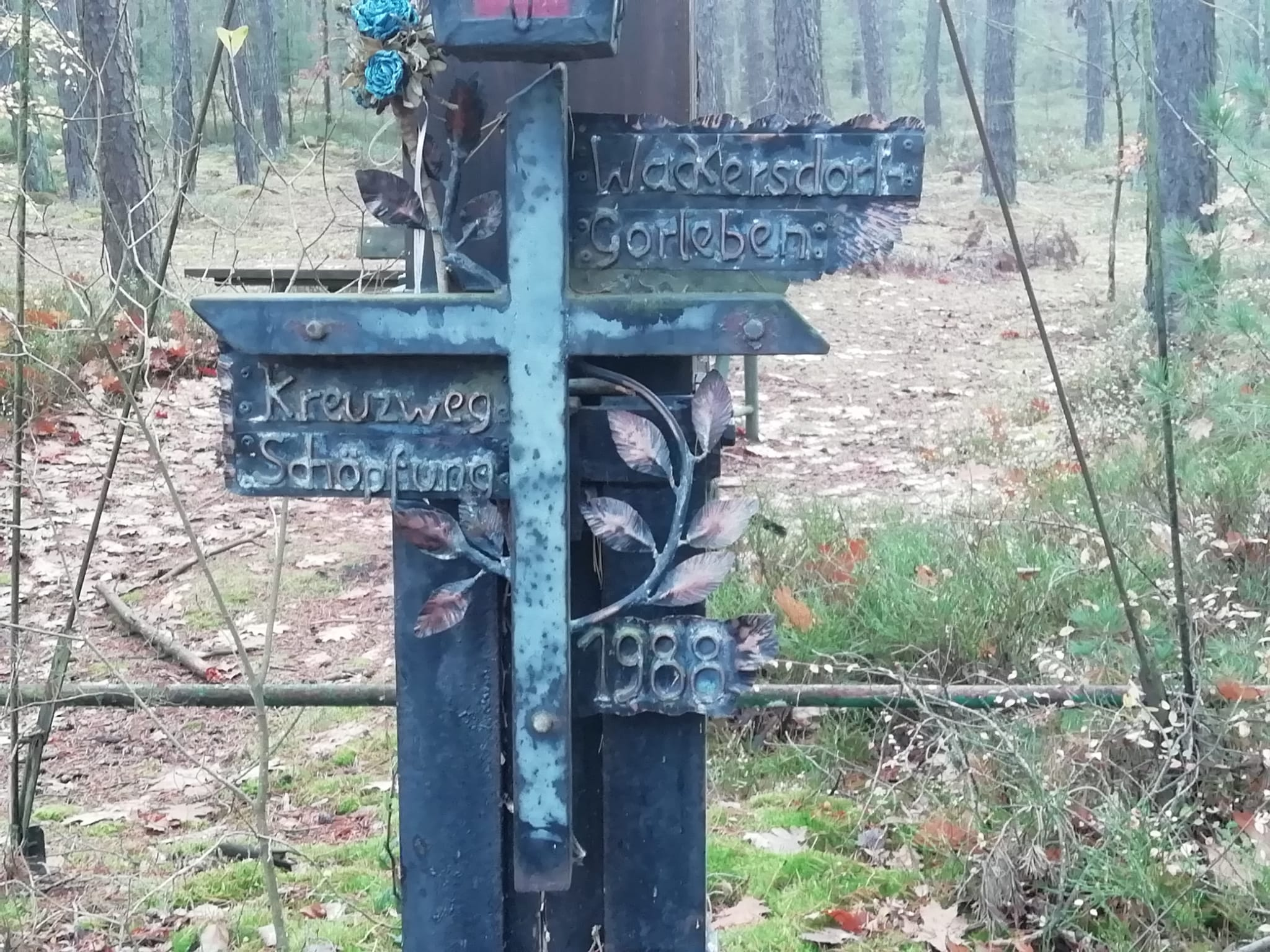
Kreuzweg Wackersdorf-Gorleben

Das metallene Gedenkkreuz beim Franziskus-Marterl erinnert an den „Kreuzweg für die Schöpfung“ der Marterl-Gemeinde zum Endlager Gorleben. Rund 6.000 Menschen beteiligten sich vom 27. März bis
zum 29. Mai 1988 daran. Die Franziskus-Marterl-Gemeinde hatte 63 Tage lang ein schweres Holzkreuz über 1.000 km mit sich getragen und zum Schluss im Gorlebener Wald errichtet. Als das Kreuz in Gorleben angekommen war, wurde am 28. Mai 1988 mit mehr als 1000 Menschen ein Abschlussgottesdienst gehalten. Danach entstand das Gorlebener Gebet.
Inschrift:
```
Wackersdorf – Gorleben / Kreuzweg Schöpfung / 1988
```

## Der zerrissene Mensch

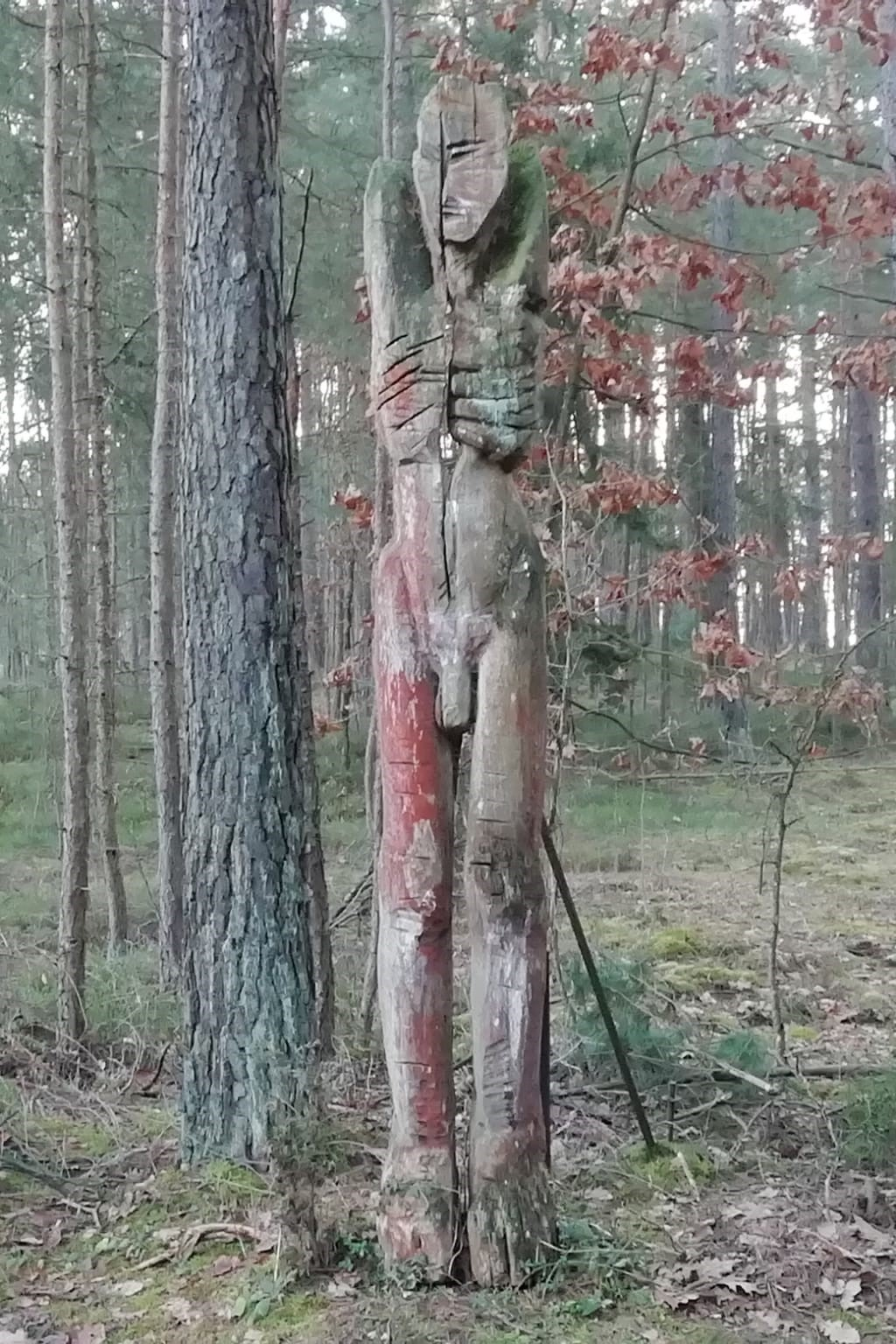
Der zerrissene Mensch

„Der zerrissene Mensch“ steht neben dem Franziskus-Marterl nahe der WAA.
Die 3 m hohe Holzskulptur des Ingolstädter Bildhauers Michael Graßl soll „das Leiden und die Ängste der Menschen, die mit der WAA leben und kämpfen müssen, ausdrücken.“ Sein Oberkörper ist vom Kopf bis zum Becken durchgehend gespalten und der braune Leib ist mit blutroten Flecken übersät. Graßl sah die Figur als "Mahnmal" und "Schrei der Verzweiflung" und wollte sich damit gegen die "Zerstörung menschlicher Umwelt und Kultur" wenden. Die Figur wurde im Januar 1987 mit Hilfe des Regensburger "Arbeitskreises für Theologie und Kernengergie" aufgerichtet und nach einem ökumenischen Gottesdienst von den Pfarrern Richard Salzl und Dörrich geweiht.

## Der Bogen Gottes

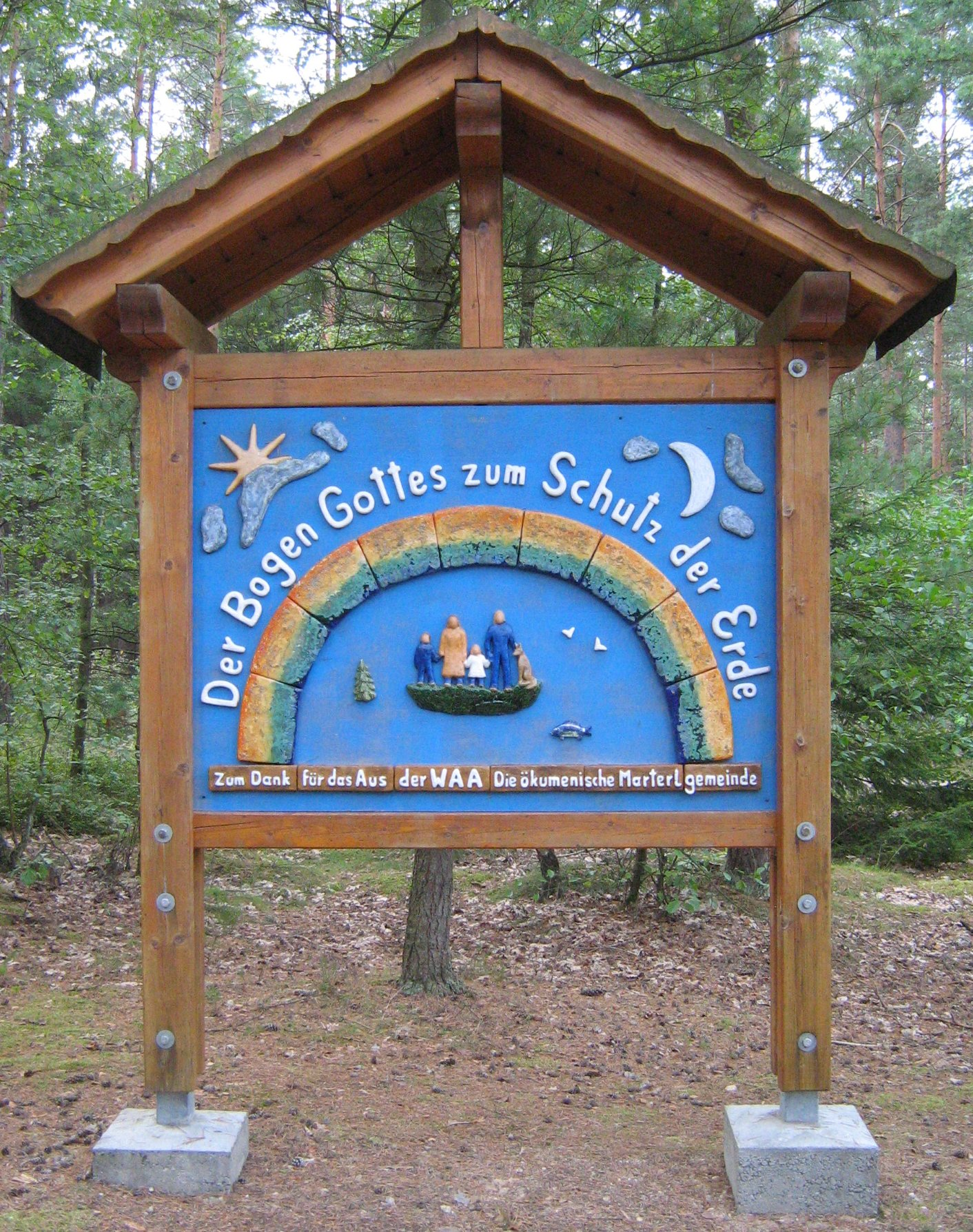
Der Bogen Gottes

Die Dank-Tafel mit dem Regenbogen wurde nach dem WAA-Aus von der Marterlgemeinde am Franziskus-Marterl errichtet. Tonarbeiten: Valerie Schwandner (Künstlerin aus Schwarzenfeld); Denkmalerstellung: Wolfgang Nowak (blauer Hintergrund, Montage der Tontafeln, Fundamente, ...)
Inschrift:
```
Der Bogen Gottes zum Schutz der Erde
Zum Dank für das Aus der WAA – Die ökumenische Marterlgemeinde
```

## „WAA-NEIN“-Mosaik

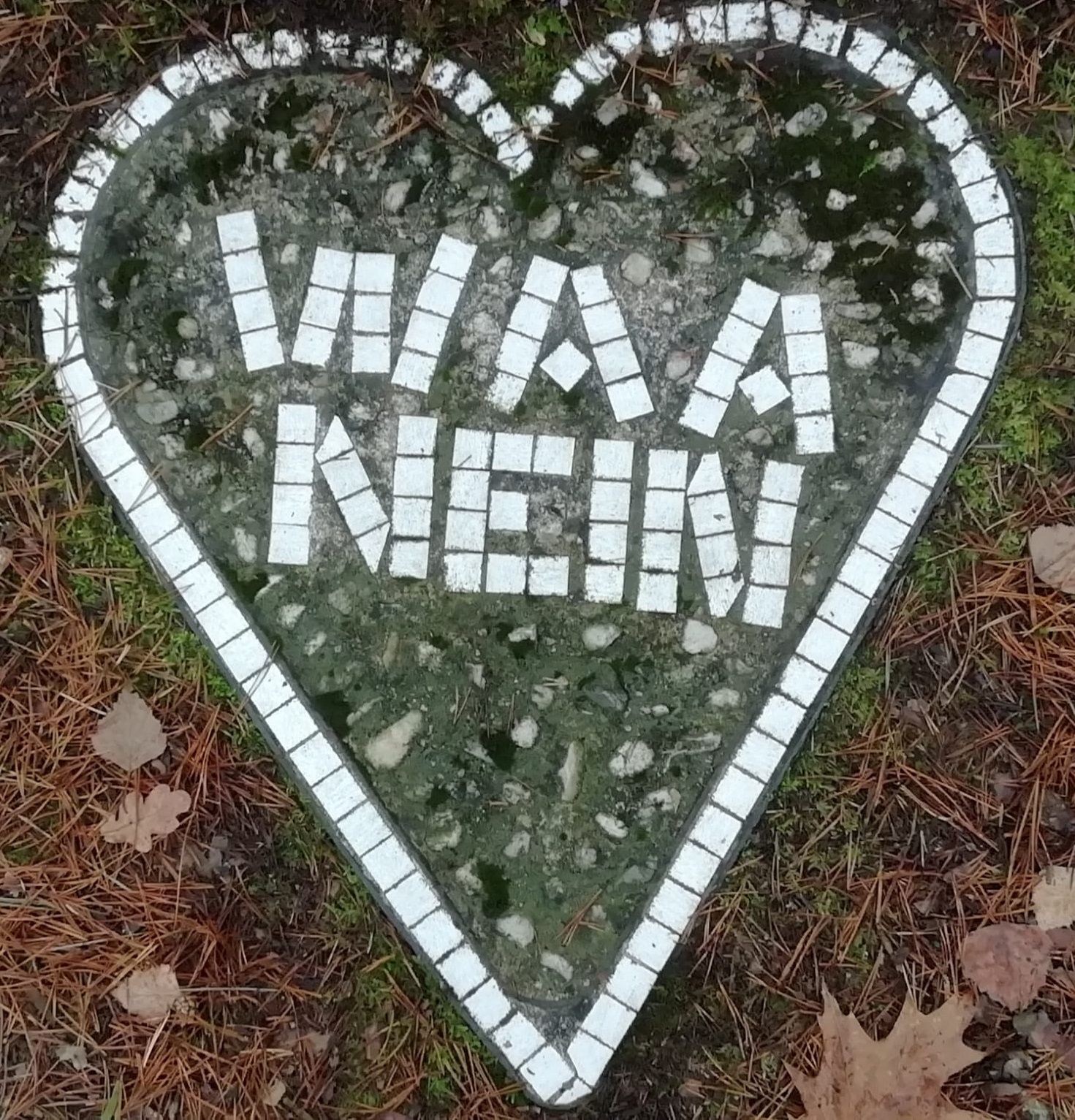
WAA-Nein-Mosaik von Richard Salzl

Das „WAA-NEIN“-Herz wurde von Pfarrer Richard Salzl am Fuße des Kreuzes von Wackersdorf am Franziskus-Marterl errichtet.

## Rotes Kreuz

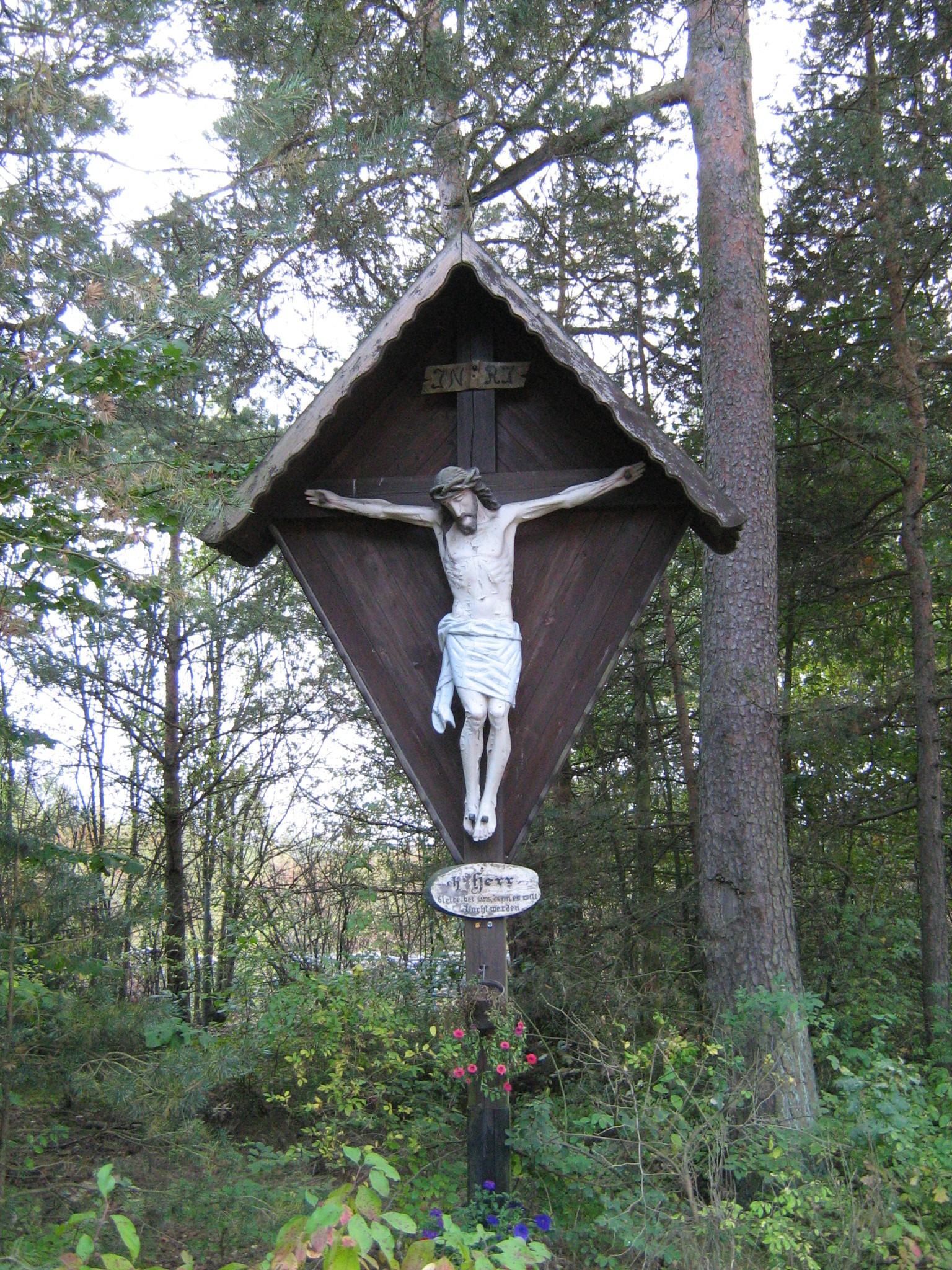
Rotes Kreuz

Beim Roten Kreuz, westlich der WAA und unweit vom „Chaoten-Eck“, war ein beliebter Treffpunkt vieler Anti-WAA-Demonstranten.
Inschrift:
```
Oh Herr
 bleibe bei uns, denn es will Nacht werden.
```

## Anti-WAA-Votivtafel

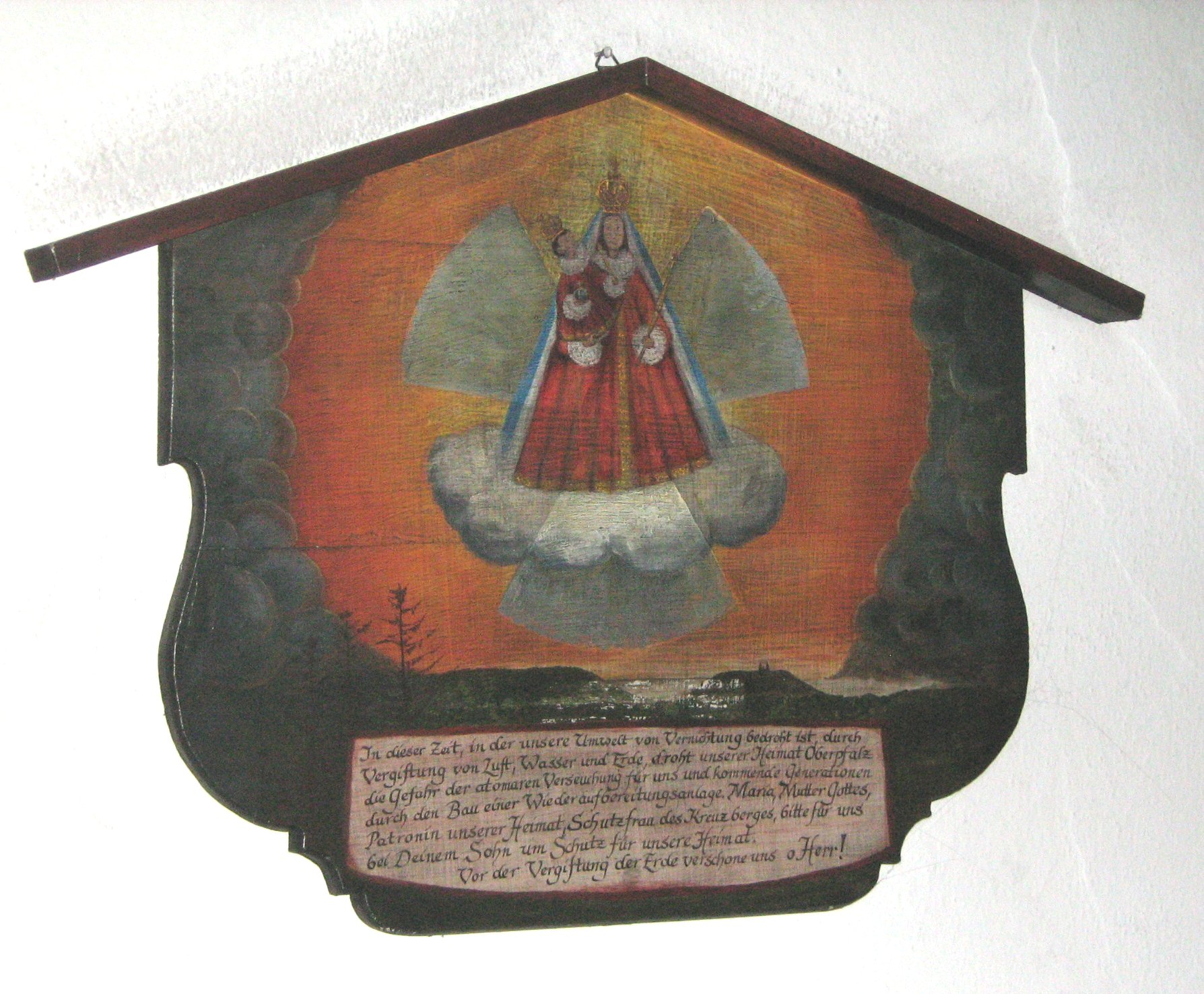
Votivtafel in der Kreuzbergkirche

Bei einer Bittprozession wurde die Votivtafel zur Schwandorfer Kreuzbergkirche übertragen und in der dortigen Gnadenkapelle aufgehängt.
Inschrift:
```
In dieser Zeit, in der unsere Umwelt von Vernichtung bedroht ist, durch Vergiftung von Luft, Wasser und Erde, droht unserer Heimat Oberpfalz die Gefahr der atomaren Verseuchung für uns und kommende Generationen durch den Bau einer Wiederaufbereitungsanlage. Maria, Mutter Gottes, Patronin unserer Heimat, Schutzfrau des Kreuzberges, bitte für uns bei Deinem Sohn um Schutz für unsere Heimat. Vor der Vergiftung der Erde verschone uns o Herr!
```

## Anti-WAAhnsinns-Festival-Gedenkstein

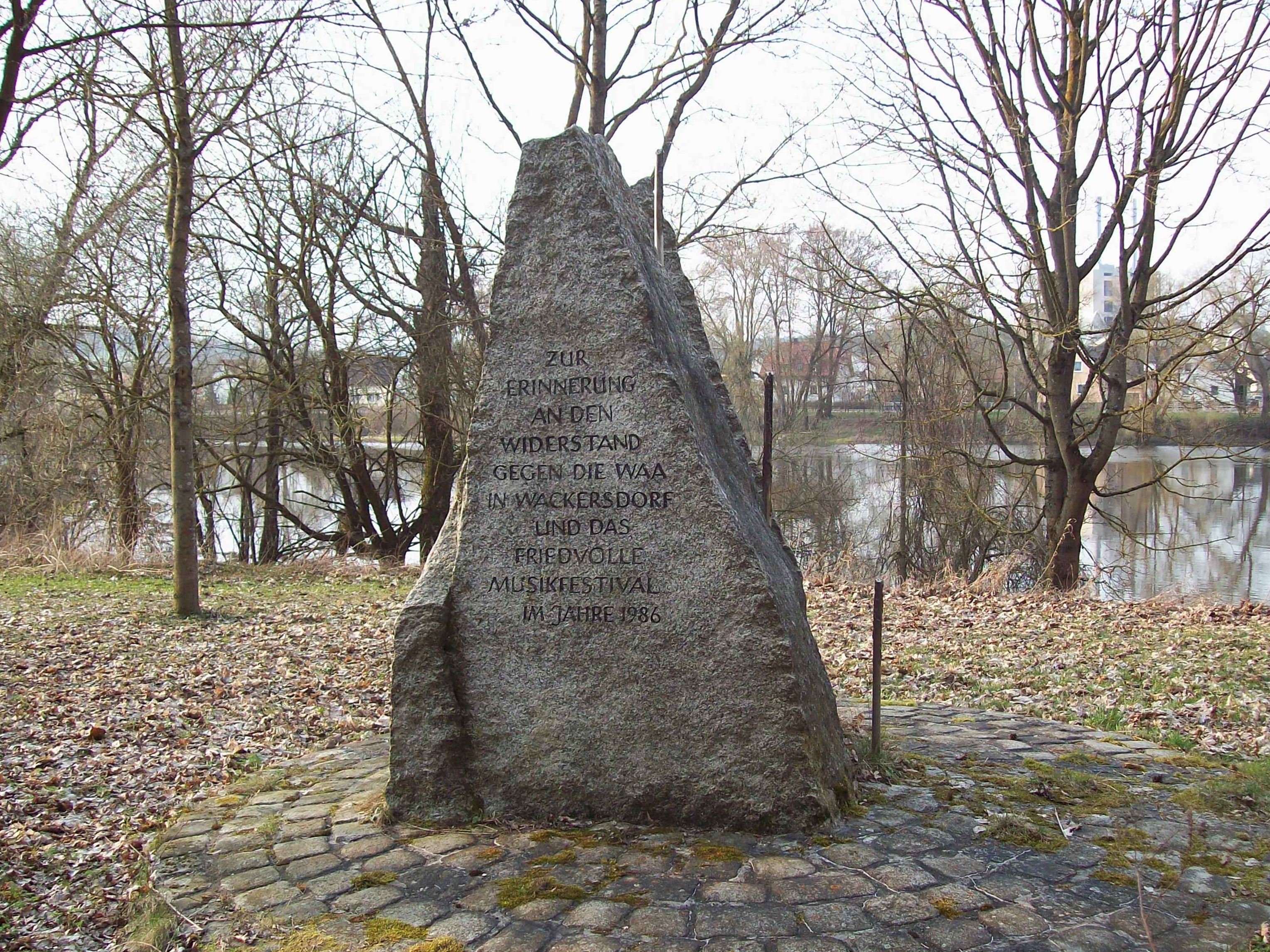
Anti-WAAhnsinns-Festival-Gedenkstein

Der Gedenkstein beim Lanzenanger in Burglengenfeld erinnert an das 5. Anti-WAAhnsinns-Festival zur Unterstützung der Proteste gegen die geplante Wiederaufarbeitungsanlage Wackersdorf (WAA). Das Festival war eines der größten Rock-Konzerte der bundesdeutschen Geschichte. Mehr als 100.000 Menschen protestierten friedlich gegen die geplante WAA. Von einem „kulturellen Jahrhundertereignis“ und dem „deutschen Woodstock“ ist häufig die Rede.
Der Burglengenfelder Lehrer Helmut Schuster beantragte das Denkmal, die Kosten trug die Stadt Burglengenfeld. Steinmetz Arnold Bachl gestaltete das Denkmal und wollte damit die Spaltung zwischen Befürwortern und Gegnern zum Ausdruck bringen, die in der WAA-Zeit durch die Bevölkerung ging. Bachl spaltete einen massiven Granitstein, zwischen den Steinteilen symbolisieren Stäbe aus Edelstahl den Bauzaun, der rund um die WAA-Baustelle errichtet worden war.
Inschrift:
```
Zur Erinnerung an den Widerstand gegen die WAA in Wackersdorf und das friedvolle Musikfestival im Jahre 1986
```

## Widerstandseiche mit Gedenktafel

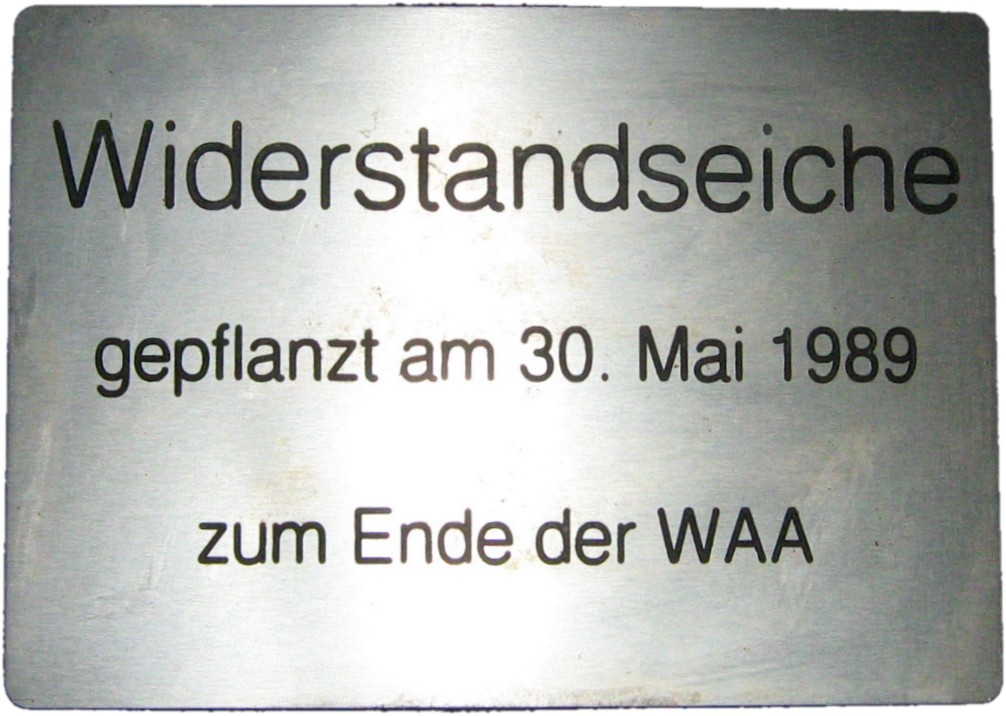
Anti-WAW-Tafel in Pfreimd

Widerstandseiche mit Gedenktafel in Pfreimd: Als am 30. Mai 1989 der Baustopp der WAA bekannt gegeben wurde, pflanzte man vor der evangelischen Pauluskirche eine „Widerstands-Eiche“ als Symbol für eine „unverstrahlte“ Zukunft. 2009 wurde dort eine Gedenktafel enthüllt und die Eiche gesegnet.

## Bildstock aus Main-Spessart

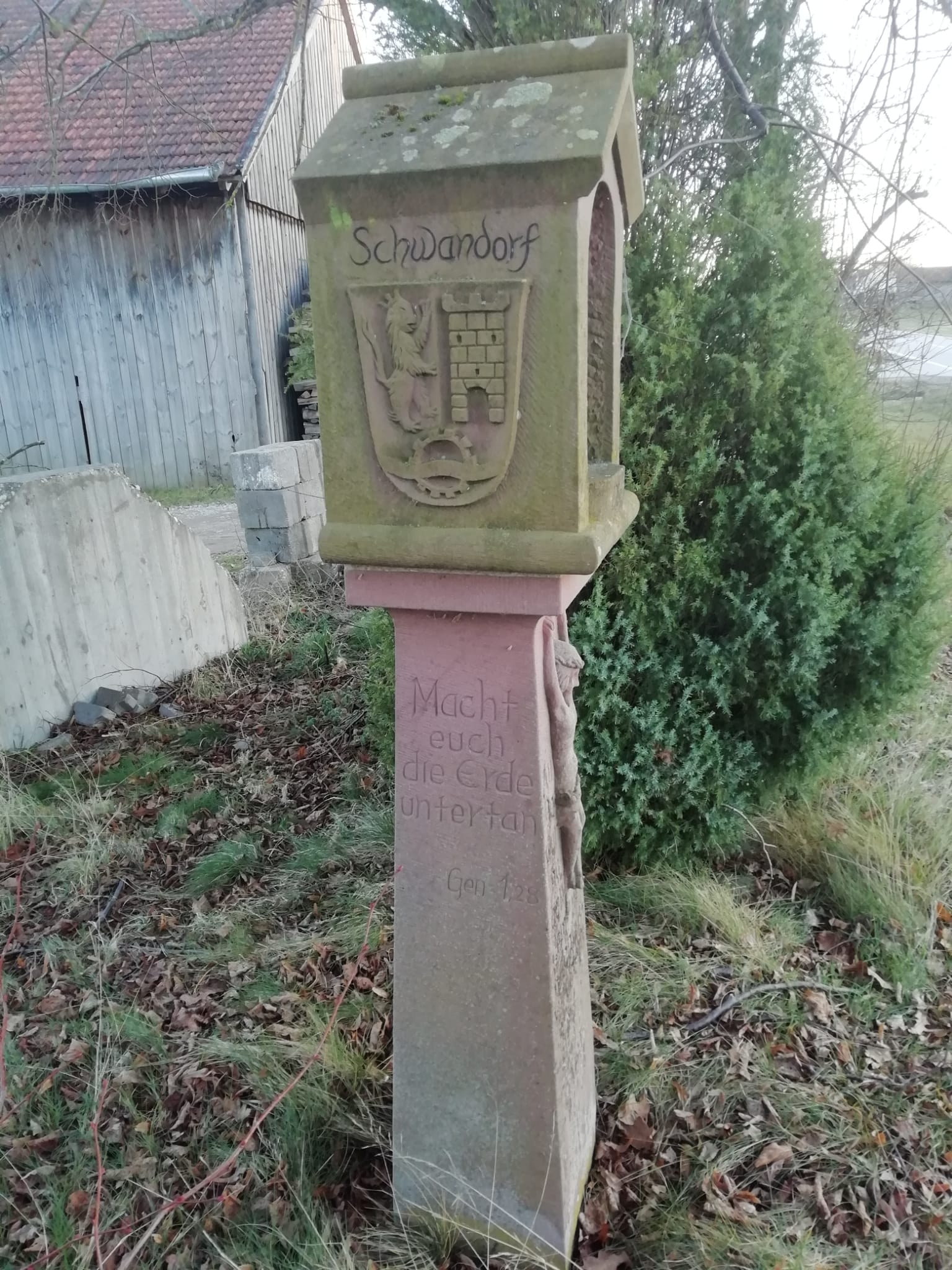
Bildstock von Horst Wittstadt

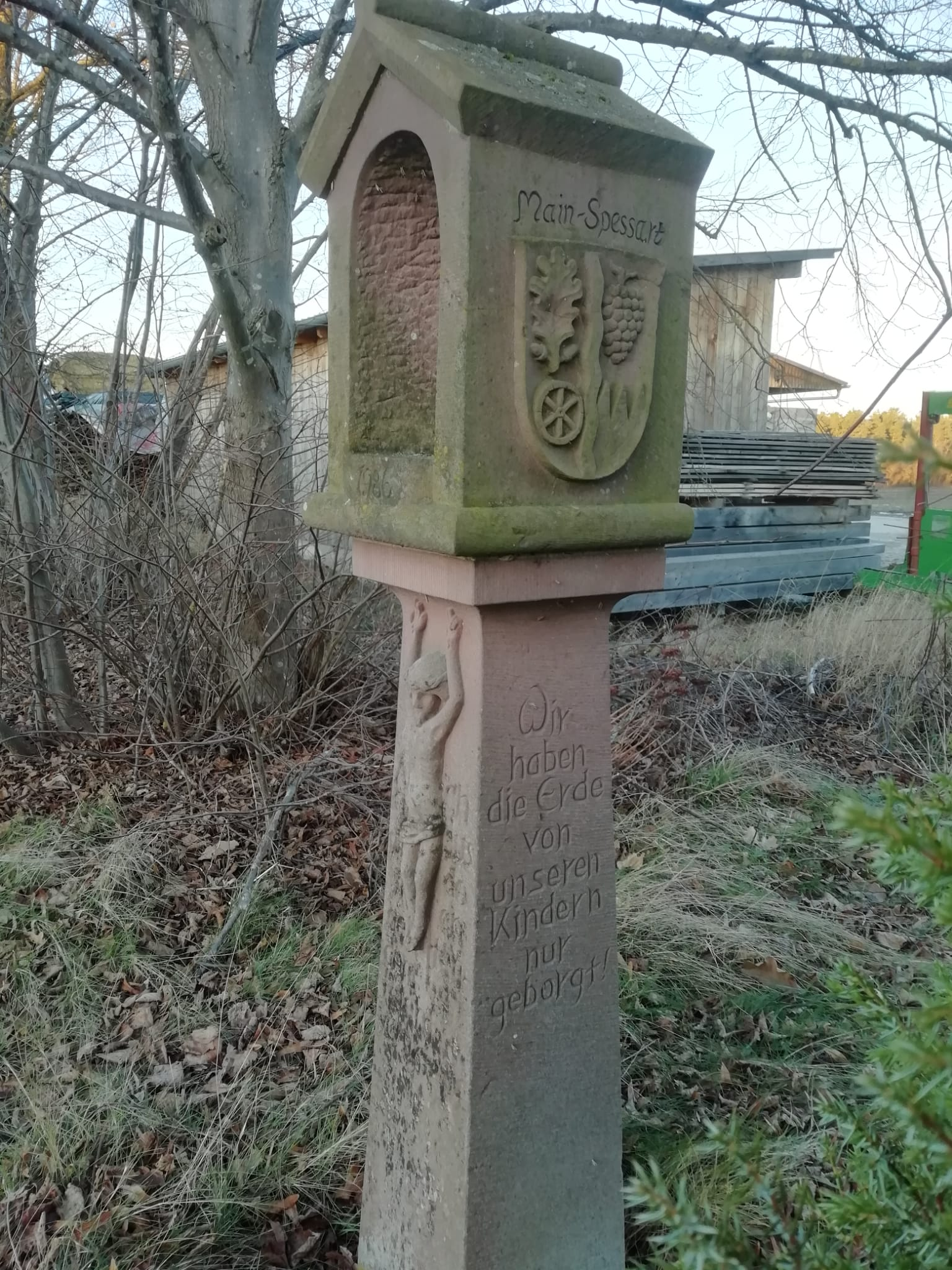
Bildstock von Horst Wittstadt

Als Form des friedlichen Protests wurde 1987 ein steinerner Bildstock von Horst Wittstadt aus dem Landkreis Main-Spessart in WAA-Nähe bei Altenschwand errichtet.
Inschriften:
```
Vorderseite:
 1986 / Auch Jesus wurde nach geltendem Recht verurteilt

Linke Seite:
 
Schwandorf
 + Wappen / Macht euch die Erde untertan - 
(
Gen
 1,28
 
EU
)

Rechte Seite:
 Main-Spessart + Wappen / Wir haben die Erde von unseren Kindern nur geborgt!

Rückseite:
 von Horst Wittstadt 
Karlstadt a.
 
M.
 / Die 
WAA
 betrifft und bedroht uns alle! Zur Erinnerung und Mahnung
```

## Scheunentor in Kölbldorf

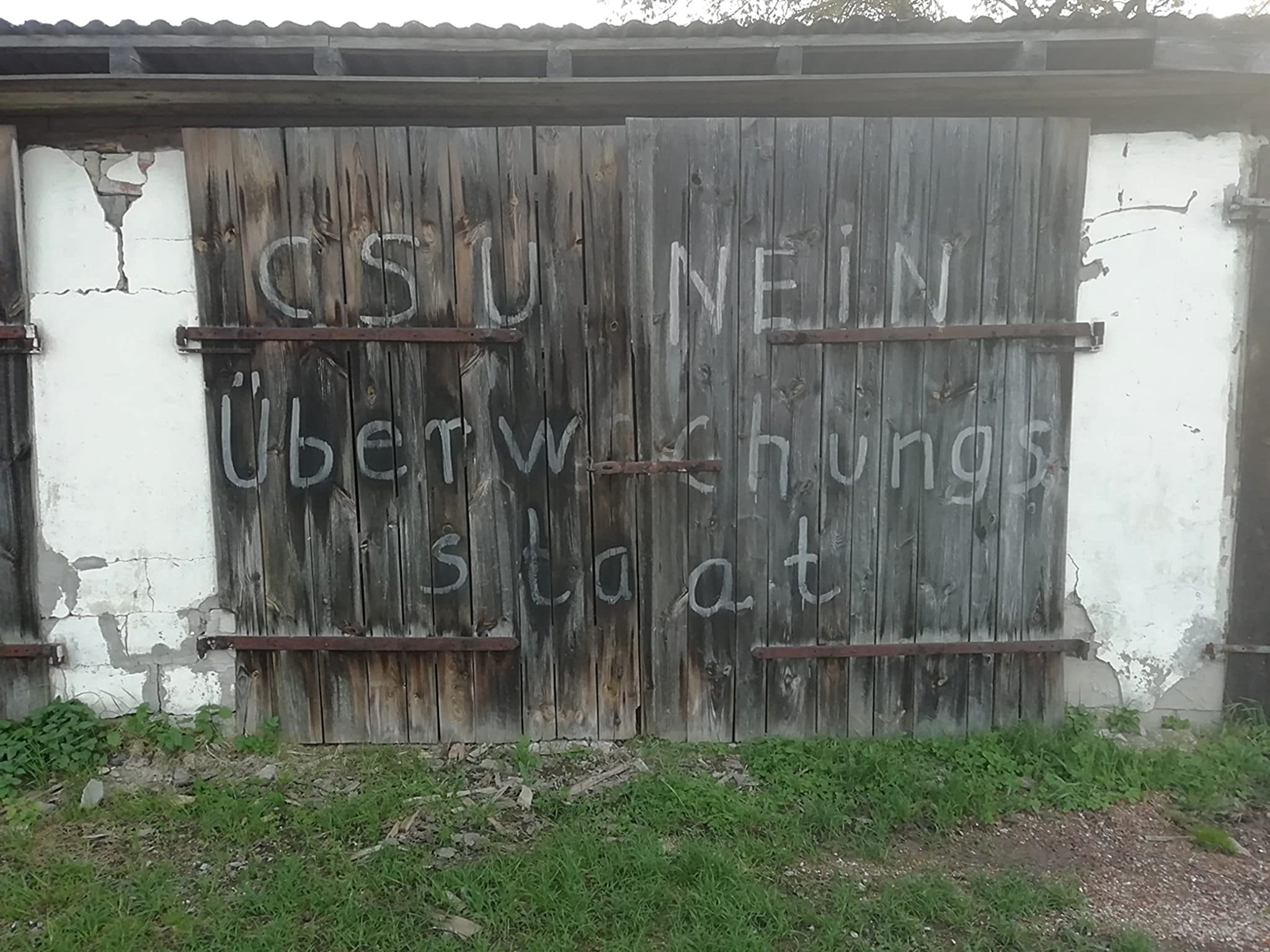
Scheunentor in Kölbldorf (2025)

Der Landwirt Josef Fischer aus Kölbldorf protestierte mit Schriftzügen auf seinen Scheunentoren gegen die WAA. 1986 wurde Kölbldorf von 500 Polizeibeamten umstellt und durchsucht, um übernachtende WAA-Demonstranten festzunehmen. Auch der Bauernhof von Josef Fischer wurde durchsucht, nachdem er Demonstranten bei sich aufnahm und mit seinem Slogan auf dem Scheunentor die Staatsmacht provozierte. Die Polizeiaktion wurde auch im Bundestag in Frage gestellt.
Inschrift:
```
CSU
 NEIN / 
Überwachungsstaat
```

## Gedenkstein: „Der Nachwelt zur Erinnerung“

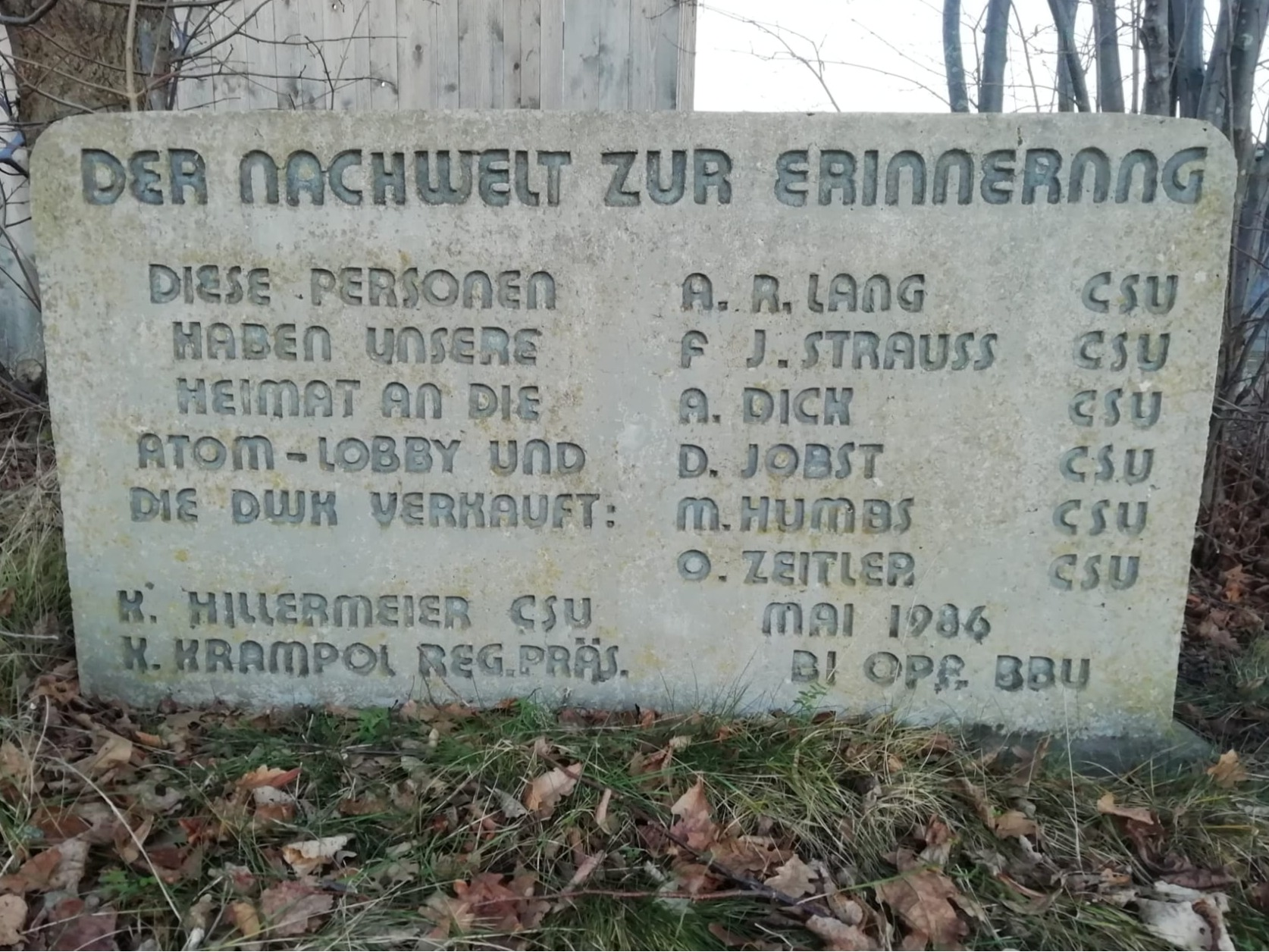
Anti-WAA-Gedenkstein

Der Gedenkstein wurde im Mai 1986 von den Oberpfälzer Bürgerinitiativen auf einer Wiese unweit des WAA-Geländes bei Altenschwand errichtet. Er ist ein „besonderes Beispiel für die Verbindung von der Aufstellung eines Denkmals als performativer Akt des Protests und Gedenkfunktion“
Inschrift:
```
Der Nachwelt zur Erinnerung

Diese Personen haben unsere 
Heimat
 an die Atom-
Lobby
 und die 
DWK
 verkauft:

K.
 
Hillermeier
 
CSU
 / 
K.
 
Krampol
 
Reg.Präs.
 / 
A.
 
R.
 
Lang
 CSU / 
F.
 
J.
 
Strauß
 CSU / 
A.
 
Dick
 CSU / 
D.
 
Jobst
 CSU / 
M.
 
Humbs
 CSU / 
O.
 
Zeitler
 CSU
Mai 1986 / 
BI
 
OPf.
 
BBU
```

## Gedenktafeln des Landkreises

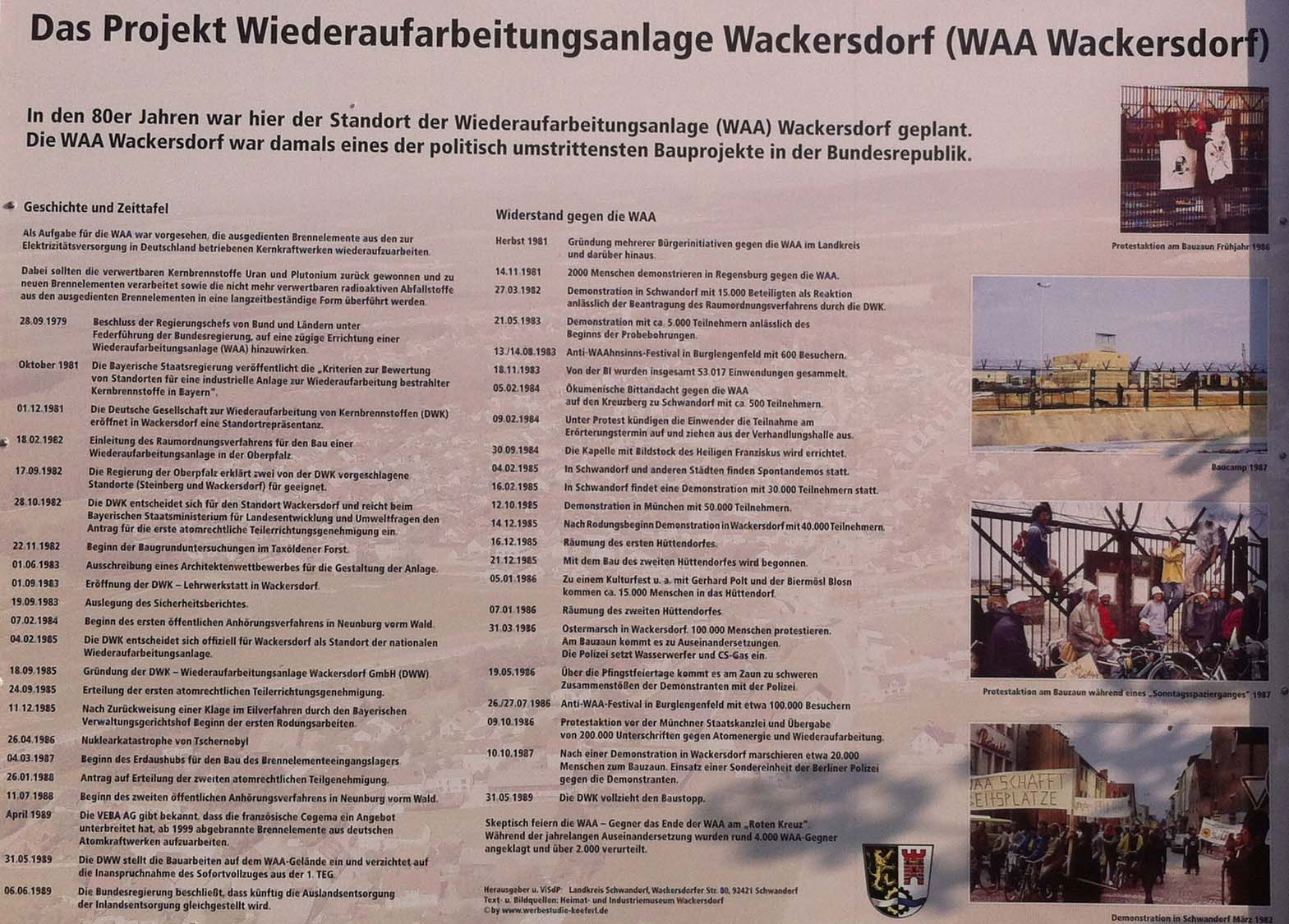
Gedenktafel

Heute erinnern zwei offizielle Gedenktafeln des Landkreises Schwandorf an den Bau und den Widerstand gegen die WAA. 2016 wurde am Franziskus-Marterl eine Gedenktafel enthüllt, die die Baufortschritte sowie die Entwicklung des Widerstandes gegen die geplante Wiederaufarbeitungsanlage bis hin zur Aufgabe des Projekts dokumentiert. Auch auf dem ehemaligen WAA-Gelände vor dem BMW-Werksgelände steht eine solche Info-Tafel.
Inschrift:
| Das Projekt Wiederaufarbeitungsanlage Wackersdorf (WAA Wackersdorf) In den 80er Jahren war hier der Standort der Wiederaufarbeitungsanlage (WAA) Wackersdorf geplant. Die WAA Wackersdorf war damals eines der politisch umstrittensten Bauprojekte in der Bundesrepublik. |
| Geschichte und Zeittafel Als Aufgabe für die WAA war vorgesehen, die ausgedienten Brennelemente aus den zur Elektrizitätsversorgung in Deutschland betriebenen Kernkraftwerken wiederaufzuarbeiten. Dabei sollten die verwertbaren Kernbrennstoffe Uran und Plutonium zurückgewonnen und zu neuen Brennelementen verarbeitet sowie die nicht mehr verwertbaren radioaktiven Abfallstoffe aus den ausgedienten Brennelementen in eine langzeitbeständige Form überführt werden. 28.09.1979 Beschluss der Regierungschefs von Bund und Ländern unter Federführung der Bundesregierung, auf eine zügige Errichtung einer Wiederaufarbeitungsanlage (WAA) hinzuwirken. Oktober 1981 Die Bayerische Staatsregierung veröffentlicht die „Kriterien zur Bewertung von Standorten für eine industrielle Anlage zur Wiederaufarbeitung bestrahlter Kernbrennstoffe in Bayern“. 01.12.1981 Die Deutsche Gesellschaft zur Wiederaufarbeitung von Kernbrennstoffen (DWK) eröffnet in Wackersdorf eine Standortrepräsentanz. 18.02.1982 Einleitung des Raumordnungsverfahrens für den Bau einer Wiederaufarbeitungsanlage in der Oberpfalz. 17.09.1982 Die Regierung der Oberpfalz erklärt zwei von der DWK vorgeschlagene Standorte (Steinberg und Wackersdorf) für geeignet. 28.10.1982 Die DWK entscheidet sich für den Standort Wackersdorf und reicht beim Bayerischen Staatsministerium für Landesentwicklung und Umweltfragen den Antrag für die erste atomrechtliche Teilerrichtungsgenehmigung ein. 22.11.1982 Beginn der Baugrunduntersuchungen im Taxölderner Forst. 01.06.1983 Ausschreibung eines Architektenwettbewerbes für die Gestaltung der Anlage. 01.09.1983 Eröffnung der DWK-Lehrwerkstatt in Wackersdorf. 19.09.1983 Auslegung des Sicherheitsberichtes. 07.02.1984 Beginn des ersten öffentlichen Anhörungsverfahrens in Neunburg vorm Wald. 04.02.1985 Die DWK entscheidet sich offiziell für Wackersdorf als Standort der nationalen Wiederaufarbeitungsanlage. 18.09.1985 Gründung der DWK-Wiederaufarbeitungsanlage Wackersdorf GmbH (DWW). 24.09.1985 Erteilung der ersten atomrechtlichen Teilerrichtungsgenehmigung. 11.12.1985 Nach Zurückweisung einer Klage im Eilverfahren durch den Bayerischen Verwaltungsgerichtshof Beginn der ersten Rodungsarbeiten. 26.04.1986 Nuklearkatastrophe von Tschernobyl 04.03.1987 Beginn des Erdaushubs für den Bau des Brennelementeeingangslagers 26.01.1988 Antrag auf Erteilung der zweiten atomrechtlichen Teilgenehmigung. 11.07.1988 Beginn des zweiten öffentlichen Anhörungsverfahrens in Neunburg vorm Wald. April 1989 Die VEBA AG gibt bekannt, dass die französische Cogema ein Angebot unterbreitet hat, ab 1999 abgebrannte Brennelemente aus deutschen Atomkraftwerken aufzuarbeiten. 31.05.1989 Die DWW stellt die Bauarbeiten auf dem WAA-Gelände ein und verzichtet auf die Inanspruchnahme des Sofortvollzuges aus der 1. TEG. 06.06.1989 Die Bundesregierung beschließt, dass künftig die Auslandsentsorgung der Inlandsentsorgung gleichgestellt wird. |
| Widerstand gegen die WAA Herbst 1981 Gründung mehrerer Bürgerinitiativen gegen die WAA im Landkreis und darüber hinaus. 14.11.1981 2000 Menschen demonstrieren in Regensburg gegen die WAA. 27.03.1982 Demonstration in Schwandorf mit 15.000 Beteiligten als Reaktion anlässlich der Beantragung des Raumordnungsverfahrens durch die DWK. 21.05.1983 Demonstration mit ca. 5.000 Teilnehmern anlässlich des Beginns der Probebohrungen. 13./14.08.1983 Anti-WAAhnsinns-Festival in Burglengenfeld mit 600 Besuchern. 18.11.1983 Von der BI wurden insgesamt 53.017 Einwendungen gesammelt. 05.02.1984 Ökumenische Bittandacht gegen die WAA auf den Kreuzberg zu Schwandorf mit ca. 500 Teilnehmern. 09.02.1984 Unter Protest kündigen die Einwender die Teilnahme am Erörterungstermin auf und ziehen aus der Verhandlungshalle aus. 30.09.1984 Die Kapelle mit Bildstock des Heiligen Franziskus wird errichtet. 04.02.1985 In Schwandorf und anderen Städten finden Spontandemos statt. 16.02.1985 In Schwandorf findet eine Demonstration mit 30.000 Teilnehmern statt. 12.10.1985 Demonstration in München mit 50.000 Teilnehmern. 14.12.1985 Nach Rodungsbeginn Demonstration in Wackersdorf mit 40.000 Teilnehmern. 16.12.1985 Räumung des ersten Hüttendorfes. 21.12.1985 Mit dem Bau des zweiten Hüttendorfes wird begonnen. 05.01 1986 Zu einem Kulturfest u. a. mit Gerhard Polt und der Biermösl Blosn kommen ca. 15.000 Menschen in das Hüttendorf. 07.01.1986 Räumung des zweiten Hüttendorfes 31.03.1986 Ostermarsch in Wackersdorf. 100.000 Menschen protestieren. Am Bauzaun kommt es zu Auseinandersetzungen. Die Polizei setzt Wasserwerfer und CS-Gas ein. 19.05.1986 Über die Pfingstfeiertage kommt es am Zaun zu schweren Zusammenstößen der Demonstranten mit der Polizei. 26./27.07.1986 Anti-WAA-Festival in Burglengenfeld mit etwa 100.000 Besuchern. 09.10.1986 Protestaktion vor der Münchner Staatskanzlei und Übergabe von 200.000 Unterschriften gegen Atomenergie und Wiederaufarbeitung. 10.10.1987 Nach einer Demonstration in Wackersdorf marschieren etwa 20.000 Menschen zum Bauzaun. Einsatz einer Sondereinheit der Berliner Polizei gegen die Demonstranten. 31.05.1989 Die DWK vollzieht den Baustopp. Skeptisch feiern die WAA-Gegner das Ende der WAA am „Roten Kreuz“. Während der jahrelangen Auseinandersetzung wurden rund 4.000 WAA-Gegner angeklagt und über 2.000 verurteilt. |

## WAA-Bühne im Haus der Bayerischen Geschichte

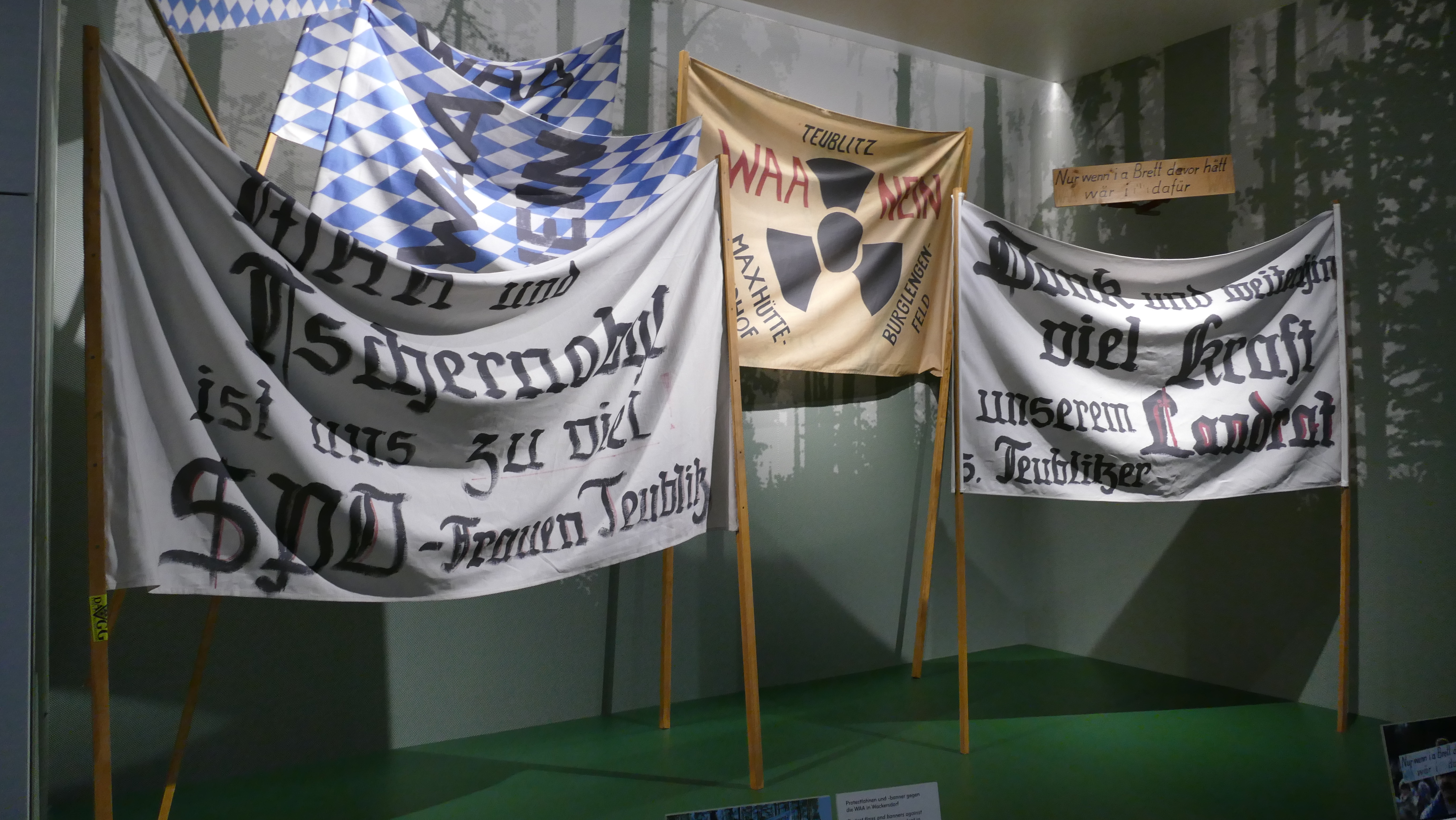
WAA-Bühne im HdBG

Das Haus der Bayerischen Geschichte in Regensburg thematisiert in seiner Dauerausstellung (Generation 8, WAA) die Proteste gegen die atomare Wiederaufbereitungsanlage in Wackersdorf. Selbstgestaltete Fahnen und Banner aus dem Anti-WAA-Protest in Wackersdorf haben eine eigene Bühne im Museum bekommen.
Aufschriften:
```
* WAA und 
Tschernobyl
 ist uns zu viel  
SPD
-Frauen 
Teublitz

* WAA NEIN
* WAA NEIN  Teublitz  
Burglengenfeld
  
Maxhütte-Haidhof

* Dank und weiterhin viel Kraft unserem Landrat (
Schuierer
)  S.
 
Teublitzer
* Nur wenn i a Brett davor hätt  WAA  wär i dafür  WAA
[
43
]
[
44
]
```

## WAA-Bauzaun

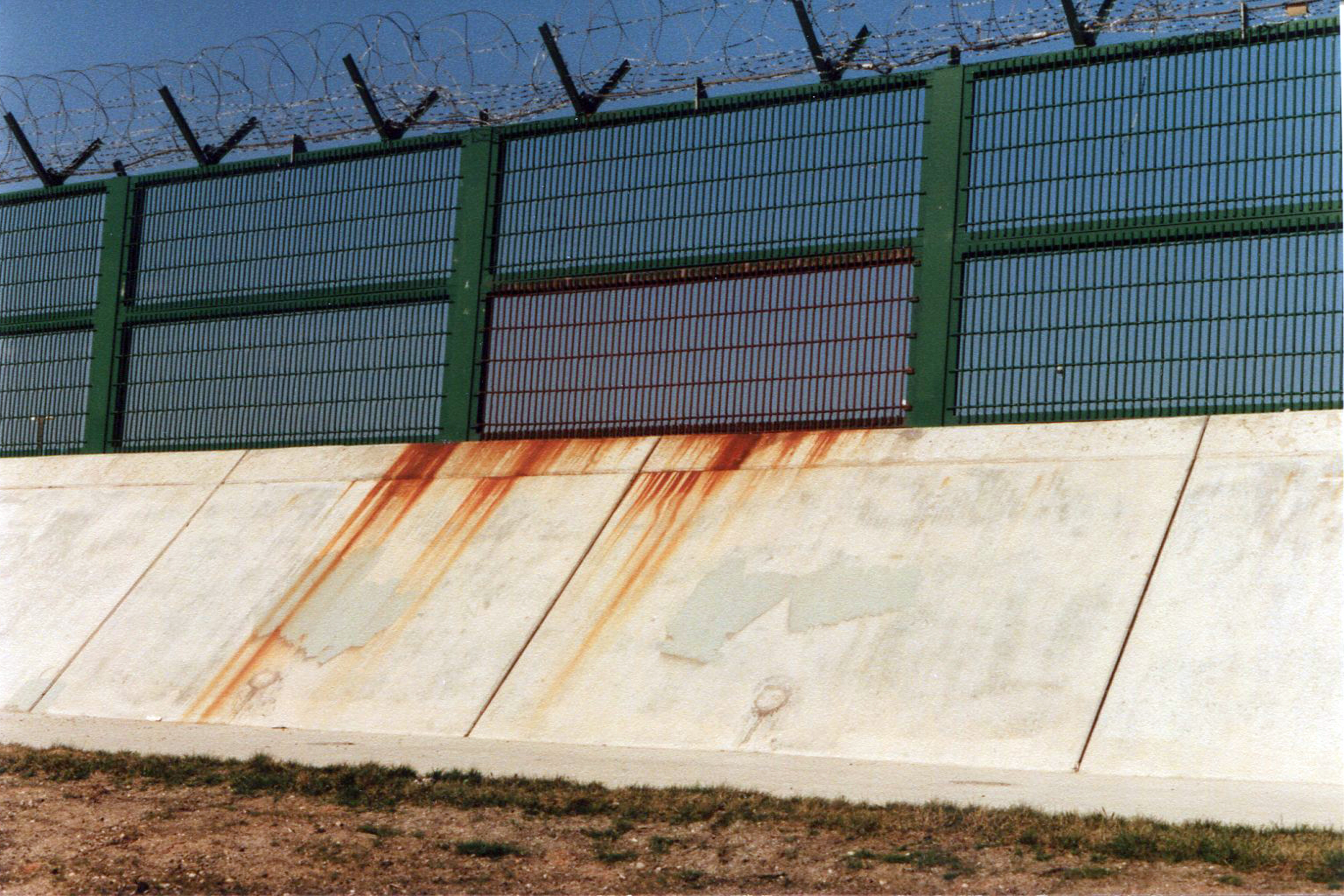
WAA-Bauzaun in Wackersdorf

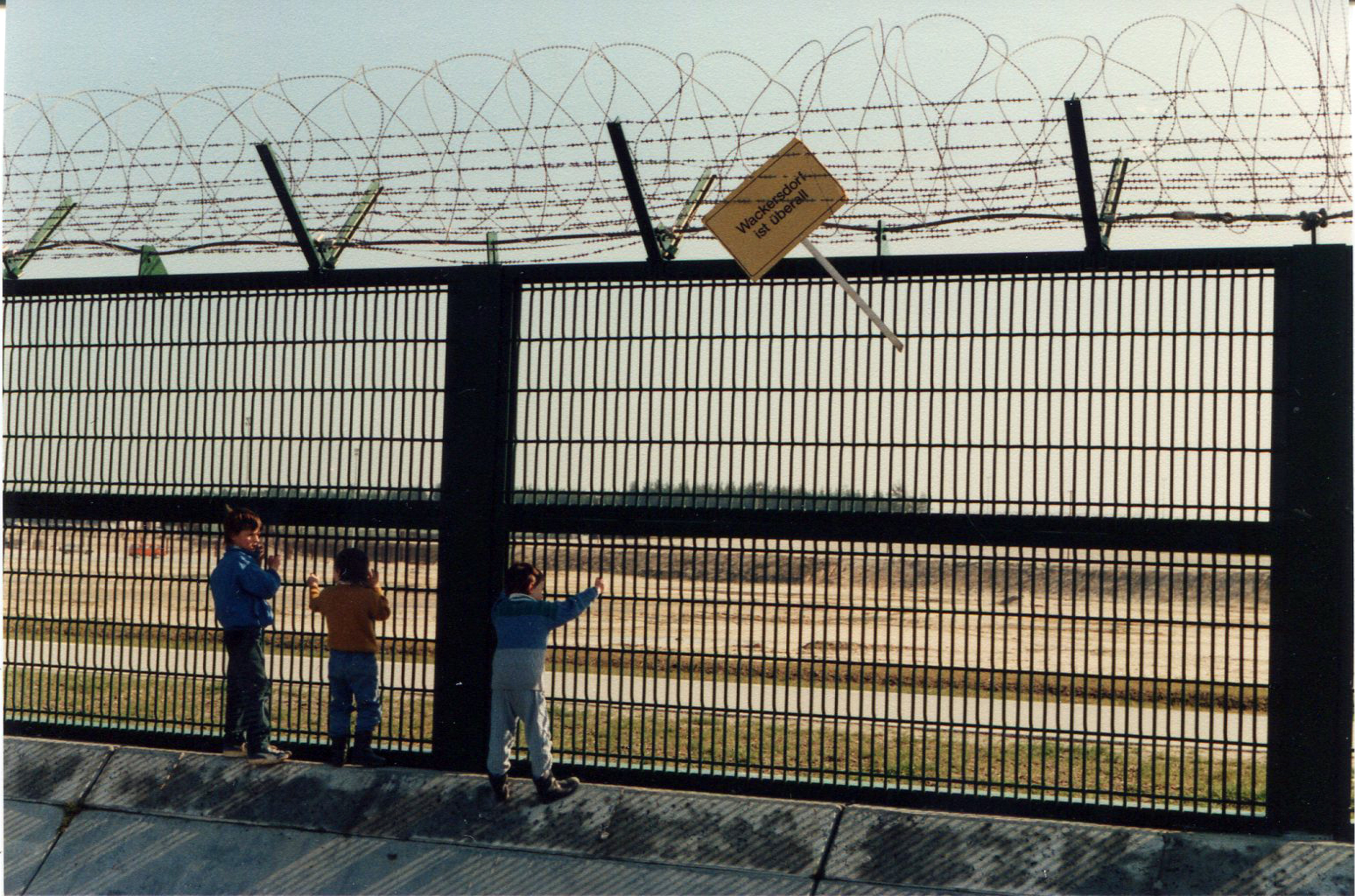
Bauzaun in Wackersdorf

1986 wurde die grüne Schutzzaunanlage um das WAA-Gelände gebaut. Sie war 4,8 km lang, insgesamt drei Meter hoch und stand hinter einem 1,50 Meter tiefen und fünf Meter breiten, betonierten Trockengraben. Zusätzlich war der Bauzaun mit NATO-Draht gesichert. Der WAA-Zaun war politisch sehr aufgeladen und viele Demonstranten versuchten ihn damals mit Eisensägen zu durchlöchern.
1990 wurde der ca. 15 Millionen DM teure Bauzaun abgerissen. Landtagsabgeordneter Armin Weiß und die Grünen beantragten erfolglos im Bayerischen Landtag, einen Teil des Zaunes als "zeitgeschichtliches Denkmal für die Nachwelt" bzw. als "historische Stätte" zu erhalten.
2018 wurde vor dem Tempel-Museum in Etsdorf (Freudenberg) ein original WAA-Bauzaunelement installiert. Der Museumsgründer Wilhelm Koch hatte dieses über ebay erworben. Auch im Bayerischen Polizeimuseum in Ingolstadt sind eine WAA-Tischdekoration und original Bauzaunelemente ausgestellt.

## WAA-Denkmal in Bregenz
Ein WAA-Denkmal wurde in den Seeanlagen vor dem Bregenzer Festspielhaus errichtet.

## WAA-Bauzaun in Salzburg

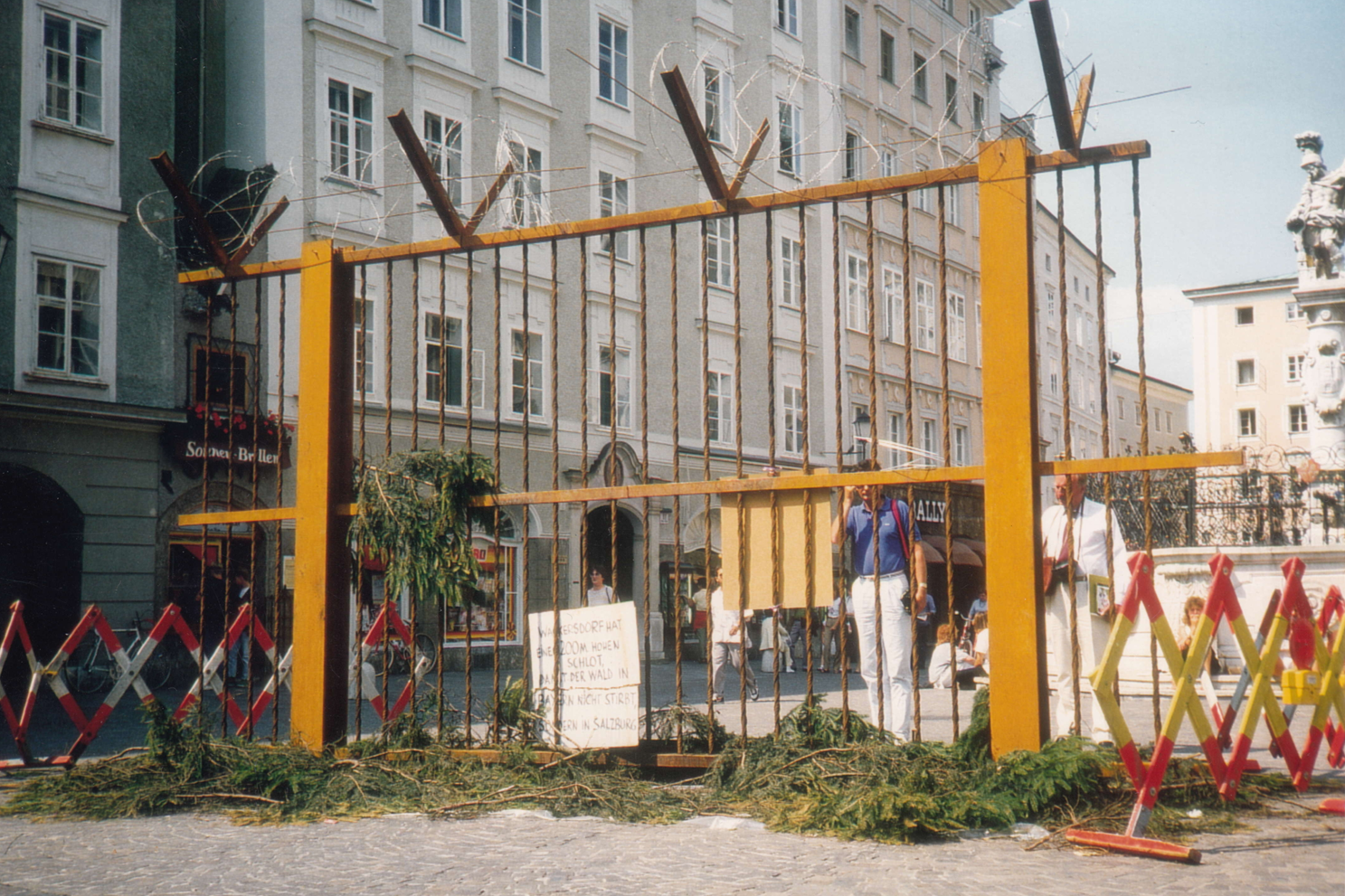
WAA-Bauzaun auf dem Alten Markt in Salzburg (1986)

Der Salzburger Richard Hörl errichtete 1986 ein nachgebildetes WAA-Bauzaunelement auf dem Alten Markt in Salzburg. Dort stand es monatelang als Mahnmal und Publikumsattraktion. Im Juli 1986 stiegen dort Salzburgs Bürgermeister Josef Reschen und Landrat Hans Schuierer auf eine Leiter und besiegelten per Handschlag über den Bauzaun die Anti-Atom-Partnerschaft zwischen Salzburg und dem Landkreis Schwandorf.

## „Zaun des Anstoßes“ in Salzburg

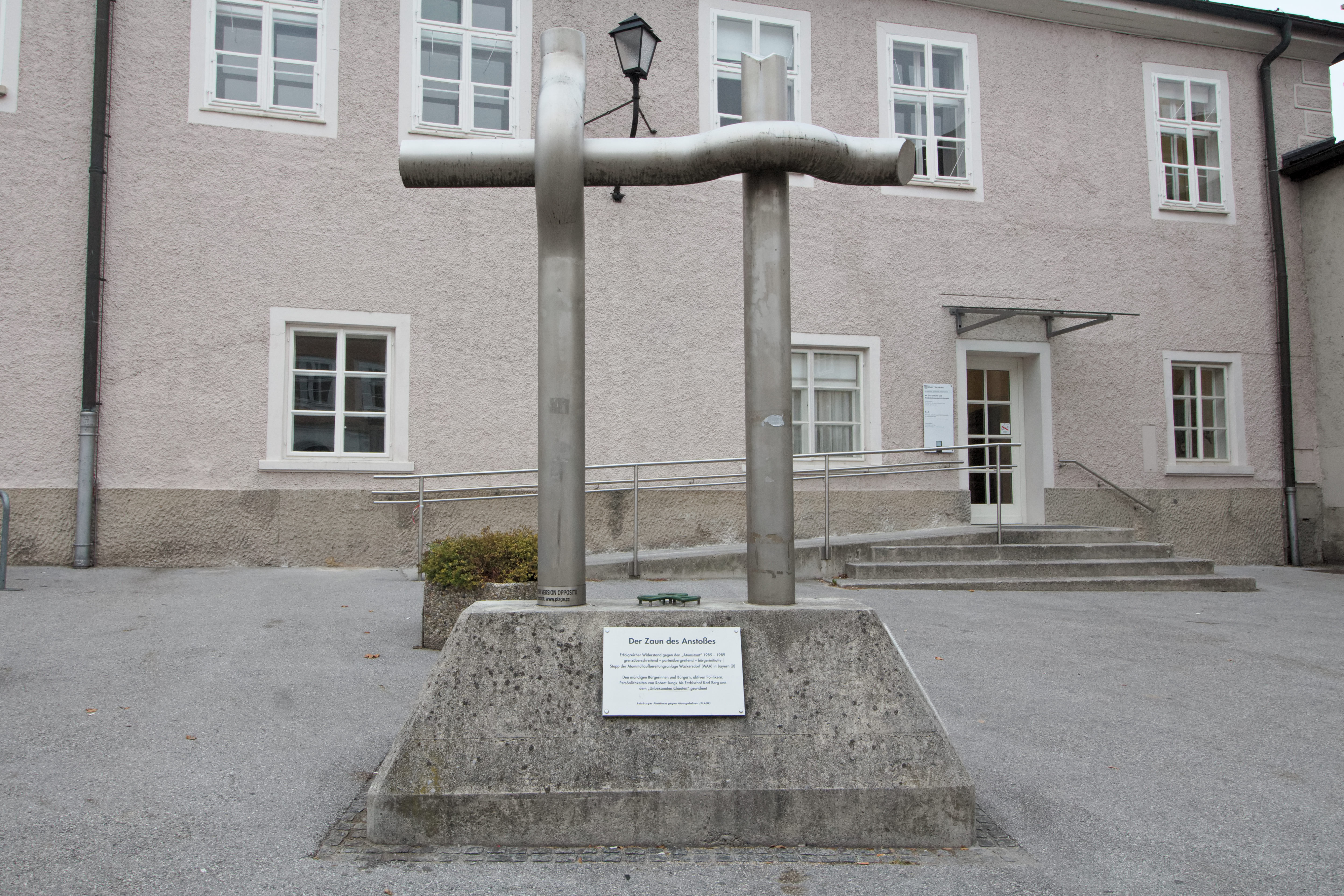
Der Zaun des Anstoßes auf dem Mozartplatz in Salzburg

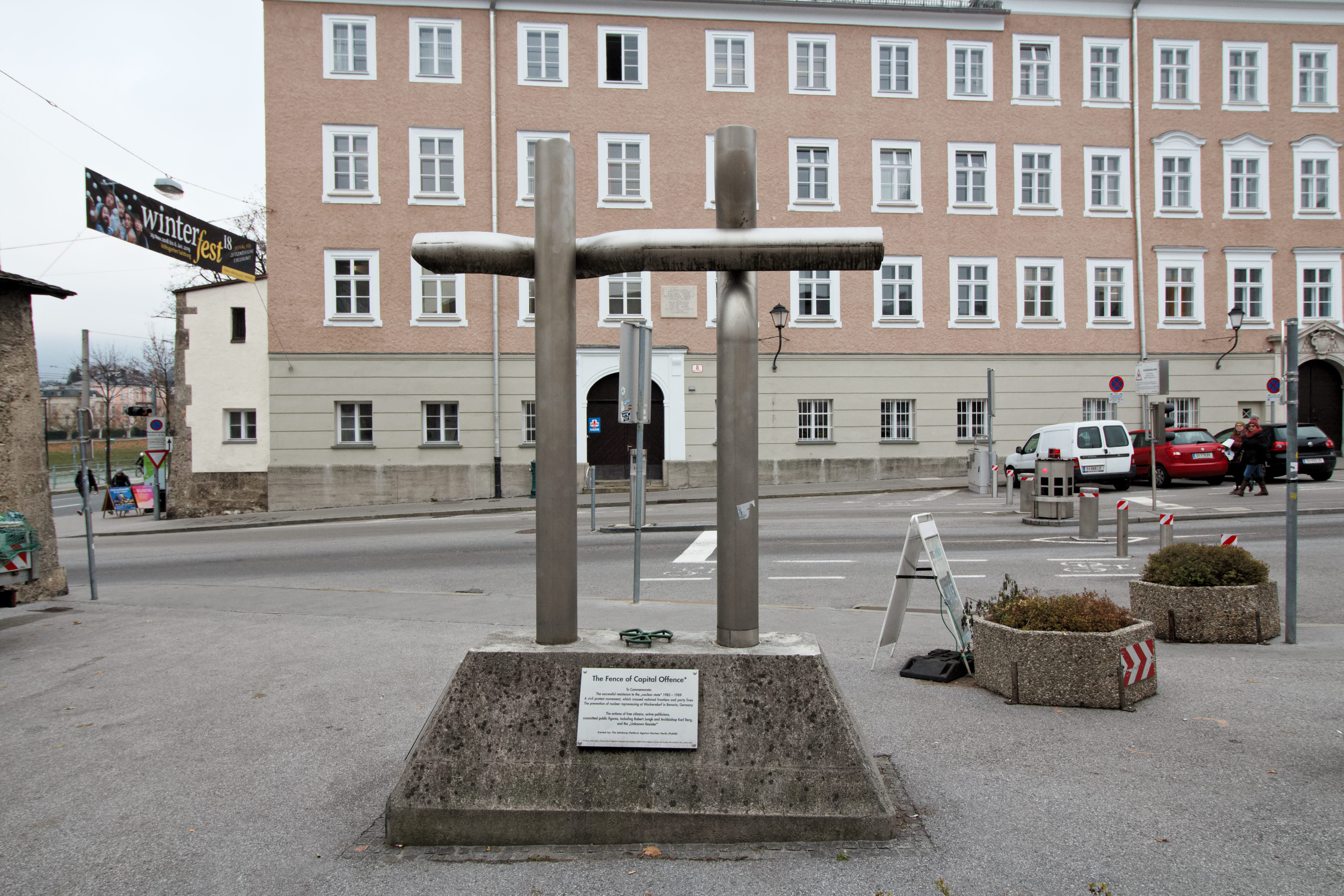
Widerstand-DenkMal – WAA-Bauzaun

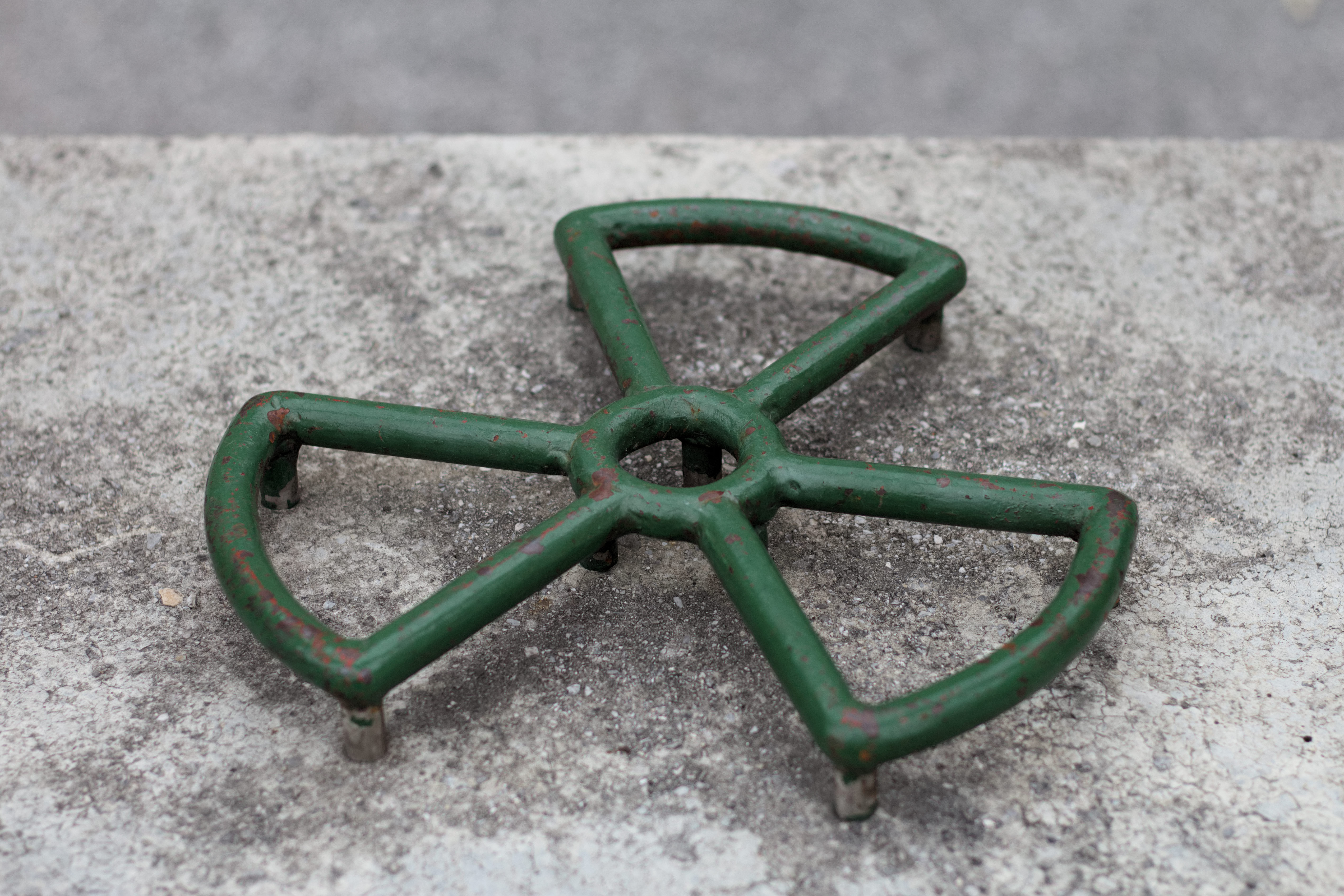
Orginalteil aus dem WAA-Bauzaun

Der Zaun des Anstoßes steht auf dem Mozartplatz (Salzburg). Das 2,5 m hohe „Wackersdorf-DenkMal“, in dem Originalteile des Bauzauns um die WAA verarbeitet sind, wurde am 20. Juli 2000 zwischen Mozartsteg und Mozartplatz von der Salzburger Plattform gegen Atomgefahren aufgestellt. Anwesend waren u. a. Hans Schuierer, Josef Reschen und der Salzburger Bürgermeister Heinz Schaden.
Zweisprachige Inschriften auf drei Metalltafeln:
```
Der Zaun des Anstoßes

Erfolgreicher Widerstand gegen den „Atomstaat“ 1985–1989  grenzüberschreitend – parteiübergreifend – bürgerinitiativ  Stopp der Atommüllaufbereitungsanlage Wackersdorf (WAA) in Bayern
 
(D)
Den mündigen Bürgerinnen und Bürgern, aktiven Politikern, Persönlichkeiten von 
Robert Jungk
 bis Erzbischof 
Karl Berg
 und dem „Unbekannten Chaoten“ gewidmet

Salzburger Plattform gegen Atomgefahren
 (PLAGE)
```

```
The Fence of Capital Offence
 
*

To Commemorate: The successful resistance to the „nuclear state“ 1985–1989  A civil protest movement, which crossed national frontiers and party lines  The prevention of nuclear reprocessing at Wackersdorf in Bavaria, Germany
The actions of free citizens, active politicians, committed public figures, including Robert Jungk and Archbishop Karl Berg, and the „Unknown Resister“
Erected by: The Salzburg Platform Against Nuclear Perils (PLAGE)

*
 The fence, which made a fortress of the Wackersdorf construction site, became a symbol of the arrogance of power and of police state methods in the „nuclear state“.
```

```
Widerstand-DenkMal – WAA-Bauzaun

Nie zuvor gab es massiveren grenzüberschreitenden Widerstand gegen ein technokratisches Großprojekt: Über 420.000 deutsche, 420.000 österreichische Einwendungen (u.
 
a. von Stadt und Land 
Salzburg
) brachten das Projekt zu Fall. Die Geburtsstunde der 
österreichischen
 Antiatom-Außenpolitik.
Ein Beitrag gegen die 
Plutoniumwirtschaft
 mit  *
 
ihrer ununterbrochenen radioaktiven Verseuchung der Umwelt (z.
 
B. massive Abgabe von radioaktivem 
Krypton
-85)  *
 
ihren ständigen Atomtransporten  *
 
ihrem Risiko des Plutonium-Mißbrauchs: Sabotage, atombombenfähiges Material in staatlicher oder terroristischer Hand  *
 
ihren polizeistaatlichen, antidemokratischen Durchsetzungs- und Überwachungsmethoden.
-

Nuclear Resisters Monument

Never before had there been such a massive transnational resistance movement to a technocratic superproject. More than 420.000 German and 420.000 Austrian written objections wrought the downfall of the project. Austria´s antinuclear foreign policy was born here.
This was a critical blow against the plutonium industry and its attendant problems: *
 
continuous radioactive contamination of the environment  *
 
frequent transport of nuclear waste  *
 
the risk of sabotage and the misuse of plutonium by nation states and by terrorist groups; and  *
 
the erosion of civil liberties through the use of anti-democratic enforcement and surveillance methods.
```